# Succession de l'Empire romain

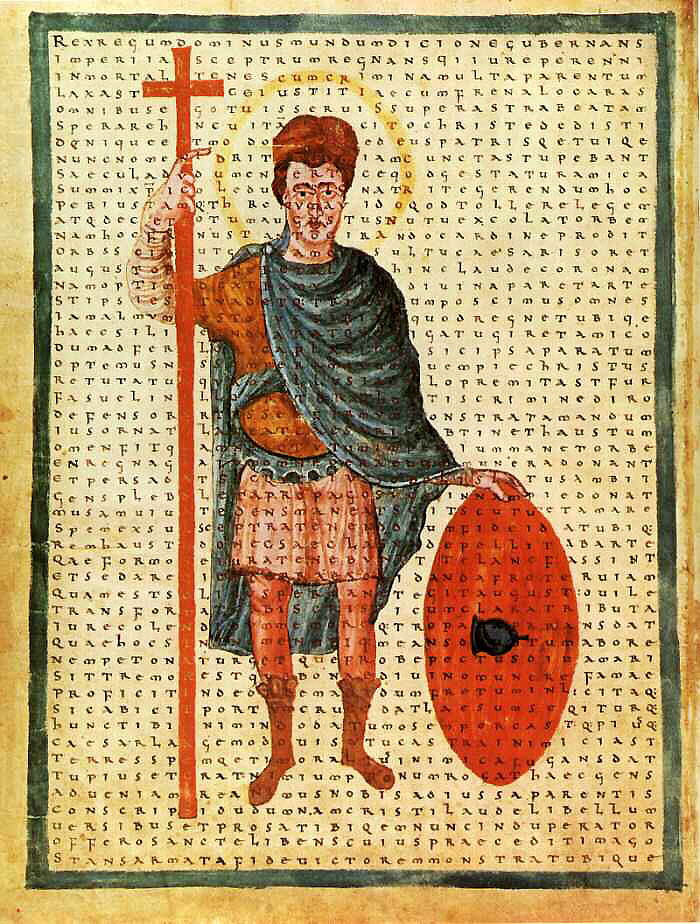
L'empereur carolingien Louis le Pieux représenté en soldat romain tenant une croix chrétienne, superposé au poème De Laudibus Sanctae Crucis de Rabanus Maurus ; IXe siècle.

La question de la continuation, de la succession et de la renaissance de l'Empire romain est un thème récurrent de l'histoire de l'Europe et du bassin méditerranéen. Sont ainsi reflétés les souvenirs durables de puissance, de prestige et d’unité associés à l’Empire romain.
Plusieurs régimes politiques ont revendiqué une continuité immédiate avec l'Empire romain, en utilisant son nom ou une variante de celui-ci pour se décrire. À mesure que les siècles passaient et que les ruptures politiques se multipliaient, l’idée d'une continuité institutionnelle avec l'Empire romain devenait de plus en plus discutable. Les prétendants les plus durables et les plus importants à la succession de l'Empire romain ont été, à l'Est, l'Empire ottoman et l'Empire russe, qui ont tous deux revendiqué la succession de l'Empire byzantin après 1453 ; et en Occident, le Saint-Empire romain germanique de 800 à 1806.
Indépendamment des affirmations de continuation, l’idée selon laquelle l’Empire romain avait vécu a conduit à diverses tentatives visant à le ressusciter ou à s’approprier son héritage, ce qui fut notamment le cas de la Russie orthodoxe. Le concept d'une « Troisième Rome », la « Première Rome » étant Rome en Italie et la « Deuxième Rome » étant Constantinople dans l'Empire byzantin, émerge dans ce contexte.

## Historiographie et nomenclature
En Europe occidentale, la vision selon laquelle la déposition de Romulus Augustule en 476 ap. J.-C. comme un tournant historique, marquant la chute de l'Empire romain d'Occident et donc le début du Moyen Âge, a été introduite par Leonardo Bruni au début du XVe siècle, renforcée par Christoph Cellarius à la fin du XVIIe siècleet cimentée par Edward Gibbon à la fin du XVIIIe siècle. En pratique, il ne s’agit que d’une convention historiographique, puisque l’idée impériale a longtemps survécu à l’Empire romain d'Occident en Europe occidentale et a même atteint des territoires qui n’avaient jamais été sous domination romaine au cours de l'Antiquité classique.
La chute de Constantinople en 1453 est historiquement largement acceptée comme marquant la fin de l’Empire romain d’Orient ainsi que du Moyen Âge. Néanmoins, deux revendications notables à la succession de l'Empire romain d'Orient sont apparues dans les siècles qui ont suivi la chute de Constantinople : celles-ci étaient le fait de l'Empire ottoman et de l'Empire russe. Mehmed II, le sultan ottoman qui avait capturé Constantinople, a justifié son accession au titre d'empereur des Romains (Kayser-i Rum) par le droit de conquête, ce qui était cohérent avec l'idéologie impériale byzantine qui croyait que le contrôle de Constantinople constituait le facteur de légitimation clé pour un empereur, et était également soutenu par l'historiographe contemporain Georges de Trébizonde,. La revendication de Mehmed II a également été reconnue par le patriarche œcuménique de Constantinople Gennadius Scholarius après que Mehmed II l'ait intronisé dans ce rôle en 1454, l'année suivant la chute de Constantinople,. Les prétentions de Mehmed II n'ont toutefois pas été acceptées par l'Église catholique romaine ou les États chrétiens d'Europe de l'époque, et bien que Mehmed II ait eu l'intention de donner suite à ses revendications en se lançant dans la conquête de l'Italie, sa mort en 1481 a marqué la dernière fois où l'État ottoman tenté de conquérir l'Italie ou Rome elle-même ; les empereurs ottomans ultérieurs préférant combattre leurs concurrents à la succession putative de l'Empire romain (nommément le Saint-Empire romain germanique et l'Empire russe). Alors que l’Empire ottoman poursuivait sa rupture avec la légitimité gréco-romaine en faveur du renforcement de sa légitimité islamique, les revendications ottomanes sur l’Empire romain s’estompèrent ; la dernière utilisation officielle du titre Kayser-i Rum remontant au XVIIIe siècle.

### Onomastique

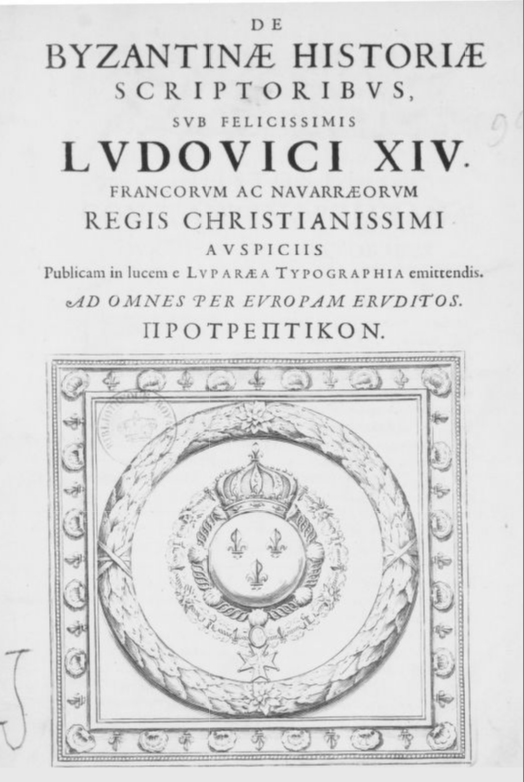
De Byzantinæ historiæ scriptoribus, également connu sous le nom de « Byzantine du Louvre », page de garde aux armes de Louis XIV.

L'empire que l'historiographie moderne qualifie de « byzantin » n'a jamais utilisé cette expression et a continué à se qualifier lui-même d'Empire romain, Empire des Romains ou Romanie jusqu'à la chute de Constantinople. Après l'établissement du Saint-Empire romain germanique en 800, les chrétiens d'Europe occidentale étaient réticents à appliquer l'épithète de « romain » à l'Empire d'Orient et l'appelaient fréquemment « Empire des Grecs » ou « Empire grec ». En revanche, les musulmans du Levant et d'Extrême-Orient appelaient généralement les habitants de l'Empire d'Orient les « Romains » (Roumi) et les Européens de l'Ouest, y compris ceux du Saint-Empire romain germanique, les « Francs » (Farang).
Le nom de Byzance fait référence à une ancienne ville du Bosphore, aujourd'hui appelée Istanbul, que Constantin rebaptisa Constantinople en 330. Il ne fut plus utilisé par la suite, sauf dans de rares contextes historiques ou poétiques, jusqu'à ce qu'il prenne son nouveau sens en 1557 lorsque l'érudit allemand Hieronymus Wolf publia son Corpus Historiæ Byzantinæ, un recueil de sources historiques sur l'Empire d'Orient. Puis, à partir de 1648, Philippe Labbe et ses collègues jésuites français publièrent le De Byzantinæ historiæ scriptoribus en 24 volumes ; et, en 1680, Du Cange produisit sa propre Historia Byzantina. C'est à cause de ces auteurs que le terme de « byzantin » s'impose peu à peu parmi les auteurs, notamment français, au XVIIIe siècle. En dehors de la France, dans le monde occidental, l'usage de l'expression « empire byzantin » ne se généralise que vers le milieu du XIXe siècle, après que Barthold Georg Niebuhr et ses continuateurs publient le Corpus Scriptorum Historiae Byzantinae en 50 volumes.
De même, ce que les historiens appellent « Empire carolingien » et « Saint-Empire romain germanique » était pour leurs sujets et dirigeants l'« Empire romain », l'« Empire des Romains » — ou simplement l'« Empire ». Ce n'est qu'en 1157 que les rebondissements de la Querelle des Investitures conduisirent à qualifier l'Empire, mais pas l'empereur lui-même, de « saint » (sacrum),. La référence à l'Allemagne (« Saint-Empire romain germanique »), apparue pour la première fois à la fin du XVe siècle, n'a jamais été beaucoup utilisée dans les documents officiels impériaux ; en outre, elle n'était même pas entièrement exacte, l'Empire couvrant également des territoires romans (notamment en Italie) et slaves. D'autres désignations fréquentes au début de l'ère moderne existaient également, telles que « Empire allemand » ou « Empire romain-allemand » (Römisch-Deutsches Reich).
En 1773, quelques décennies avant la disparition du Saint-Empire romain germanique, Voltaire a cette phrase célèbre selon laquelle le Saint-Empire « n’était en aucun cas saint, ni romain, ni un empire ».

## Légitimité impériale romaine
Dans les premières décennies de l'Empire romain, la légitimité était largement définie par les institutions héritées de la République romaine, initialement associées à une forme de succession héréditaire au sein de la dynastie julio-claudienne. Alors que les anciennes institutions républicaines perdaient progressivement de leur prégnance, la légitimité de nombreux empereurs ultérieurs fut tirée de leur acclamation par l'armée et, sous la dynastie antonine, de l'adoption par leur prédécesseur. L'Empire romain lui-même a longtemps été défini par sa capitale éponyme, mais cette équation est devenue floue après la crise du IIIe siècle, lorsque le centre administratif en a été déplacé à Mediolanum (Milan), puis ventilé en divers endroits (dont Nicomédie, Sirmium, Augusta Treverorum, Serdica) avant d'être fixée par Constantin le Grand à Byzance, rebaptisée pour l'occasion Constantinople (en 330) — tandis que Ravenne remplaçait Milan comme capitale politique de la partie occidentale en 402. Parallèlement, l'Empire se christianise au cours du IVe siècle, ce qui redéfinit en partie le rôle et l'autorité de l'Empereur, qui devient le protecteur de la nouvelle religion d'État.
Ainsi, l’identité impériale, et donc la question de savoir quel régime politique pouvait légitimement prétendre être l’Empire romain, ne reposait-elle pas sur un seul critère, mais bien sur une variété de facteurs : le pouvoir territorial et le monopole de la violence légitime ; le contrôle des villes de Rome et/ou Constantinople ; la protection de la justice et de la foi chrétienne (contre le paganisme, l'hérésie et plus tard l'Islam) ; ainsi que, quoique de manière plus intermittente, des considérations de succession dynastique ou de nationalisme ethnique.

### Des revendications contradictoires
Le caractère multidimensionnel de la revendication impériale, ainsi que le prestige unique du titre impérial, expliquent la récurrence de conflits souvent insolubles visant à savoir quel État ou quel dirigeant était l'héritier légitime de l'Empire romain. Ces conflits ont cependant perdu de leur puissance au cours de la période moderne, à mesure que l'amélioration des communications et de l'alphabétisation sapait de plus en plus toute prétention à la suprématie universelle.
Une lettre de l'empereur carolingien Louis II à l'empereur byzantin Basile Ier, probablement rédigée dans les cercles romains proches de la papauté en réponse à un original perdu et survivant dans une copie du XIIIe siècleconservée à la bibliothèque du Vatican, permet de comprendre la façon dont le débat était formulé à cette époque (vers 871). Les citations suivantes sont tirées d’une traduction complète du chercheur Charles West (et retraduites en français pour cet article).
La domination territoriale sur Constantinople n’est pas le critère exclusif d’une revendication impériale légitime :

« Chez nous, en vérité, on a lu beaucoup de livres, et on en lit beaucoup sans relâche, mais on n'a jamais trouvé que des restrictions aient été établies, ni que des formes ou des préceptes aient été édictés, selon lesquelles nul ne puisse être appelé empereur (Basileus) que celui qui détient le gouvernail du pouvoir (imperium) dans la ville de Constantinople. »

Bien que l'Empire en tant que concept soit unitaire, il n'existe aucune doctrine établie selon laquelle il ne devrait y avoir qu'un seul empereur à tout moment, surtout si les deux empereurs sont en bons termes. Que ce soit volontaire ou non, la description donnée par Louis de deux empereurs d'un seul Empire correspond à la doctrine qui sous-tend la Tétrarchie, soit la division entre Empire d'Orient et Empire d'Occident entre 395 et 476 :

« Vous dites aussi que les quatre sièges patriarcaux [de Constantinople, d'Alexandrie, d'Antioche et de Jérusalem] ont une tradition transmise par les Apôtres théophores de commémorer un seul empire (imperium) pendant la messe, et vous nous conseillez de les persuader de nous appeler empereurs. Mais la raison ne l'exige pas, et il n'est pas nécessaire de le faire. D'abord parce qu'il ne convient pas que nous apprenions aux autres comment nous devons nous appeler. Ensuite parce que nous savons que, sans aucune persuasion de notre part, tant les patriarches que tous les autres peuples sous ce ciel, à l'exception de votre Fraternité, tant les fonctionnaires que les simples citoyens, nous appellent de ce nom chaque fois que nous recevons d'eux des lettres et des écrits. Et nous voyons que nos oncles, les glorieux rois [Charles le Chauve et Louis le Germanique], nous appellent empereur sans aucune envie et disent sans aucun doute que nous sommes empereur, sans tenir compte de l’âge, car ils sont plus âgés que nous, mais en considérant plutôt l’onction et la bénédiction par lesquelles, par l’imposition des mains et la prière du souverain pontife, nous sommes divinement élevés à cette hauteur et à la principauté romaine (romani principatus imperium), que nous détenons par la permission céleste. Mais quoi qu’il en soit, si les patriarches font mention d’un seul empire dans les saints sacrements, il faut les louer, car ils agissent ainsi tout à fait à propos. Car il y a en effet un seul empire du Père, du Fils et du Saint-Esprit, dont l’Église sur la terre fait partie. Mais Dieu n'a pas donné à cette Église d'être dirigée ni par moi ni par vous seuls, mais afin que nous soyons liés les uns aux autres par un tel amour que nous ne puissions être divisés, mais que nous soyons censés exister comme un. »

L'affirmation de Louis est suffisamment ancienne pour être justifiée par la tradition puisqu'elle tient déjà depuis plusieurs générations :

« Nous sommes en droit d'éprouver quelque étonnement que votre Sérénité croie que nous aspirions à un titre (appellatio) nouveau ou récent. Car, pour autant qu'il se rapporte à la lignée de notre descendance (genus), il n'est ni nouveau ni récent, car il vient de notre arrière-grand-père de glorieuse mémoire [c'est-à-dire Charlemagne]. Il ne l'a pas usurpé, comme vous le prétendez, mais a reçu l'imposition et l'onction de ses mains par la volonté de Dieu, et par le jugement de l'Église et du plus haut pontife, comme vous le trouverez facilement écrit dans vos livres. (...) En effet, nul ne doute que la dignité de notre empire (imperium) soit ancienne, qui sait que nous sommes les successeurs d'anciens empereurs, et qui connaît la richesse de la piété divine. »

Louis défend le principe carolingien de succession dynastique tel que validé par la tradition. De plus, Louis pense qu'il ne devrait y avoir aucun critère ethnique exclusif pour la dignité impériale. Ici, Louis fait apparemment référence à une affirmation de Basile selon laquelle l'empereur devrait être romain et non issu d'une ethnie (gens) non romaine :

« Il est tout à fait légitime de rire de ce que vous dites sur le fait que le nom impérial n'est ni héréditaire (paternum) ni approprié à un peuple (neque genti convenire). Comment n'est-il pas héréditaire, puisqu'il l'était pour notre grand-père ? En quoi est-il inapproprié pour un peuple (gens), puisque nous savons — pour ne citer que quelques exemples par souci de concision — que les empereurs romains furent faits à partir des peuples (gens) d'Hispanie [par exemple Théodose I], d'Isaurie [par exemple Léon III l'Isaurien] et de Khazarie [par exemple Léon IV le Khazar] ? Et bien que vous ne prétendiez pas sincèrement que ces nations (nationes) soient plus distinguées par la religion ou les vertus que le peuple (gens) des Francs, vous ne les refusez pas et ne dédaignez pas de parler d'empereurs issus d'eux. (...) Votre bien-aimée Fraternité montre d'ailleurs que vous vous étonnez que nous soyons appelés empereur des Romains et non des Francs. Mais sachez que si nous n'étions pas empereur des Romains, nous ne serions pas non plus empereur des Francs. Nous tenons ce titre et cette dignité des Romains, parmi lesquels brillait le premier sommet de gloire et d'exaltation, dont nous avons reçu divinement reçu le peuple (gens) et la ville de qui nous avons reçu le devoir de gouverner, et dont nous avons reçu le devoir de défendre et d'élever l'Église, la mère de toutes les Églises de Dieu. (...) Puisque les choses sont ainsi, pourquoi vous efforcez-vous de nous critiquer, parce que nous sommes issus des Francs et que nous avons la charge des rênes de l'empire romain (imperium), puisque dans chaque peuple (gens) quiconque craint Dieu lui est agréable ? Car certainement Théodose Ier l'aîné et ses fils Arcadius et Honorius (empereur) et Théodose II le jeune, fils d'Arcadius, furent élevés d'entre les Espagnols au sommet de l'empire romain. »

Utilisant un vocabulaire moderne, Louis pensait que les peuples ou nations (gens) qu'il citait (par exemple les Espagnols, les Isauriens, etc.) n'étaient pas romains et que seuls les habitants de la ville de Rome étaient romains, les autres se contentant d'être citoyens de l’empire. Pour Basile, les Francs ne pouvaient pas faire de bons empereurs car ils n'avaient pas été citoyens de l'empire.

### L'Empire et le christianisme
Depuis le IVe siècle (édit de Thessalonique en 380), la défense et la promotion du christianisme sont un moteur clé de l'identité impériale. Après cette date, la portée territoriale de l’Empire ou de l’une de ses entités continues n’a jamais exactement coïncidé avec celle de la chrétienté, et les divergences ont conduit à des conflits de légitimité persistants. Le plus important d'entre eux fut le schisme Est-Ouest, qui s'est cristallisé en 1054 à la suite de luttes de longue date sur la gouvernance et la juridiction (connues sous le nom de différences ecclésiastiques) et sur la doctrine (différences théologiques), et qui peut être considéré à juste titre comme un effet retardé de le « problématique des deux empereurs » posé par la création de l'Empire carolingien en 800.
Des exemples antérieurs incluent la préférence de plusieurs royaumes barbares pendant la période de migration pour l'arianisme après que le Credo de Nicée concurrent eut repris la domination à Constantinople : les Bourguignons jusqu'en 516, les Vandales jusqu'en 534, les Ostrogoths jusqu'en 553, les Suèves jusqu'aux années 560, les Wisigoths jusqu'en 587 et les Lombards par intermittence jusqu'à 652. L'adoption de l'arianisme a protégé les dirigeants de ces royaumes des conflits religieux et des initiatives politiques de Constantinople, tout en étant plus acceptable pour leurs sujets majoritairement catholiques que le paganisme.

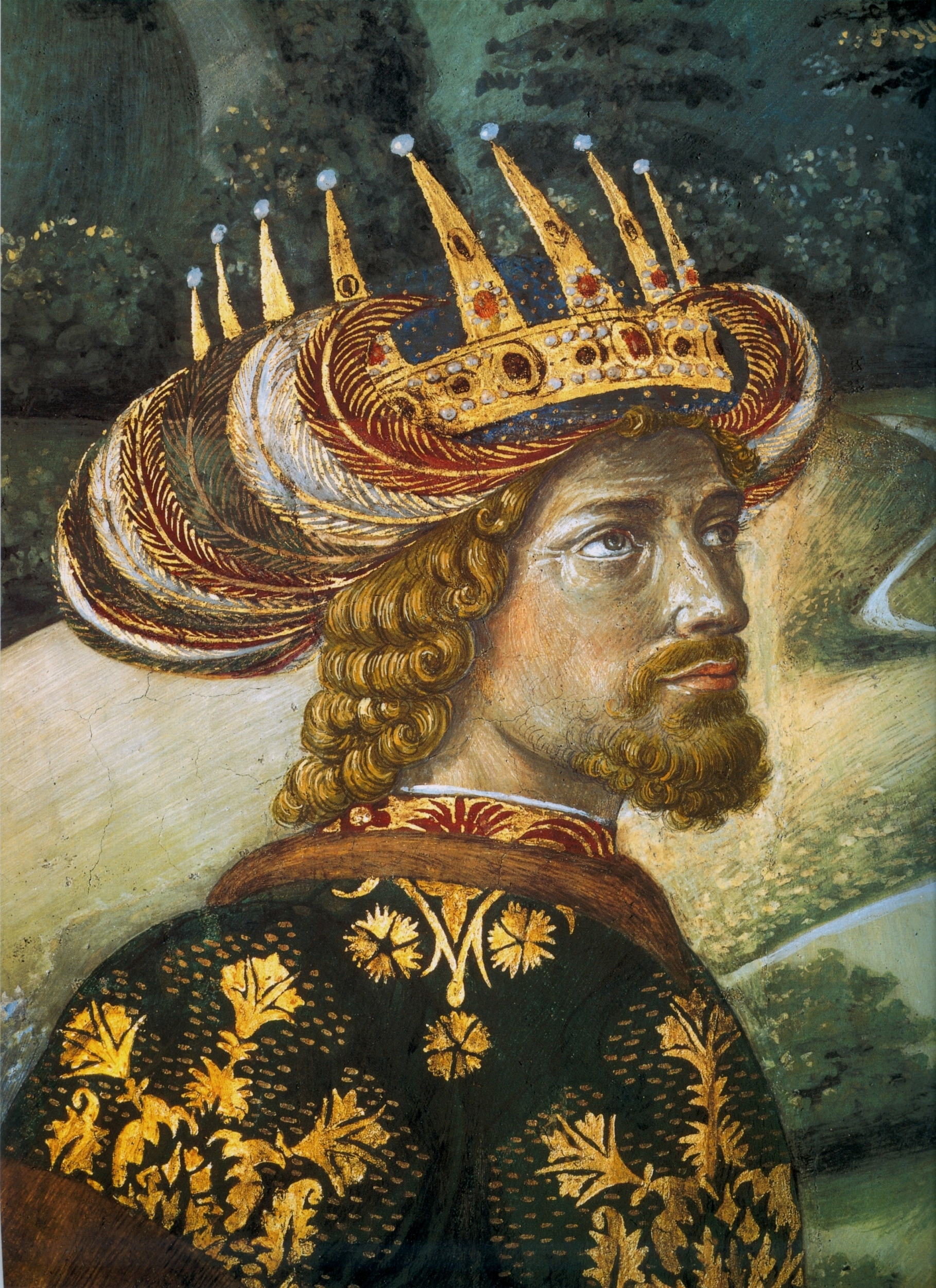
Portrait présumé de l'empereur Jean VIII au concile de Florence, par Benozzo Gozzoli, vers 1459.

À deux reprises, les empereurs orientaux (byzantins) ont, annulant pour ainsi dire les effets du schisme de 1054, réuni leur Église à celle, catholique romaine, de leurs homologues occidentaux ; ce pour des raisons politiques et sans effet durable. Lors du deuxième concile de Lyon en 1274, l'empereur Michel VIII cherche à apaiser la papauté pour garder sous contrôle ses adversaires francs, et en particulier à contrecarrer les plans de Charles Ier d'Anjou visant à réenvahir l'Empire ; l'union n'a jamais été largement acceptée à Constantinople et a été annulée au Concile des Blachernes en 1285, après la mort de Michel et de Charles. Au concile de Ferrare et Florence en 1438-1439, l'empereur Jean VIII négocia sous la menace d'une conquête ottomane, mais l'accord d'union rencontra de nouveau une résistance à Constantinople et n'est proclamé que par Isidore de Kiev en décembre 1452, quatre ans après la mort de Jean et trop tard pour empêcher la chute de Constantinople quelques mois plus tard.
À l'inverse, la politique des sultans ottomans en tant qu'empereurs autoproclamés des Romains (c'est-à-dire, dans la langue de l'époque, des chrétiens orthodoxes orientaux) soutenait l'indépendance de l'Église orthodoxe de Rome et favorisait parfois des réformes visant à contenir le séparatisme d'inspiration religieuse, comme par exemple la renaissance du patriarcat serbe de Peć en 1557. L'instrument initial de cette politique, le patriarche Gennadius Scholarius, avait été un opposant majeur à l'union des Églises orientale et occidentale dans les années 1440 et au début des années 1450.
Le lien entre Empire et christianisme porte un héritage durable : à ce jour, Rome demeure le siège de l'Église catholique, et Constantinople (Istanbul), celui du patriarcat œcuménique orthodoxe, avec un statut largement reconnu de primus inter pares au sein de l'Église orthodoxe orientale. En 2018, les négociations sur l’autocéphalie de l’Église orthodoxe d’Ukraine ont conduit à un schisme entre Moscou et Constantinople, l’Église orthodoxe russe ayant rompu unilatéralement la pleine communion avec le Patriarcat œcuménique. Un schisme similaire s'était produit en 1996 au sujet de l'Église orthodoxe apostolique estonienne, mais contrairement à 2018, il a été résolu au bout de quelques mois.
Le lien impérial s’étend même (à travers l’héritage de l’Empire ottoman) à l’Islam. Constantinople fut également jusqu'en 1924 le siège du seul califat largement reconnu du dernier demi-millénaire et conserve à ce titre la plupart des reliques survivantes de Mahomet (dans le palais de Topkapı, à proximité de l'emplacement de l'ancien palais impérial romain).

## La continuation impériale à l'Est

### L'Empire romain (byzantin) jusqu'en 1204

Étendue territoriale de l'Empire byzantin entre 476 et 1400

Il existe une continuité indéniable entre les empires romain et byzantin, dans la mesure où la date à laquelle le premier se termine et la seconde commence est essentiellement une question de convention historiographique. Les Byzantins se considéraient comme Romains, aussi bien avant qu'après avoir adopté le grec comme principale langue d'État (en) au VIIe siècle. L'historiographie traditionnelle de l'Europe occidentale retient 395 comme date de commencement de l'Empire byzantin, lorsque Théodose Ier fut remplacé par Arcadius à l'Est et Honorius à l'Ouest. Des conventions alternatives font dater la transition de Rome à Byzance lors du transfert de la capitale impériale de Rome à Constantinople en 330, ou au règne d'Héraclius (610-641) marquant la fin de l'Antiquité tardive.
Même si l'Empire byzantin a traversé de nombreux bouleversements politiques et a été confronté à des périodes de contraction dramatique au VIIe siècleainsi qu'à la fin du XIe siècle, il a fait preuve d'une continuité institutionnelle incontestable jusqu'en 1204, tout particulièrement car le siège central et déterminant du pouvoir, Constantinople, n'a jamais été conquise pendant durant période. À l’inverse, dans les territoires de la Méditerranée orientale qui ont cessé de faire partie de l’Empire au cours de cette période, aucune revendication concurrente de légitimité impériale n’a émergé. À leur manière, les Avars et les Slaves de l'Europe du Sud-Est, ainsi que les Sassanides et les musulmans du Levant et de l'Afrique du Nord, avaient des modèles de gouvernance différents et n'avaient aucune raison ni volonté particulière de se faire passer pour des Romains. Peut-être cette réticence est-elle également en partie liée à leur incapacité à conquérir la capitale impériale malgré de nombreuses tentatives, comme le suggère le contre-exemple des sultans ottomans revendiquant le titre impérial dès 1453.

#### L'Empire bulgare
Avant 1204, à l'Est, la seule revendication impériale significative concurrente à celle des Grecs byzantins se manifeste en 913, lorsque Siméon Ier, souverain de Bulgarie, est couronné « empereur et autocrate de tous les Bulgares et des Romains » (Car i samodǎržec na vsički bǎlgari i gǎrci dans la langue vernaculaire moderne) par le patriarche de Constantinople et régent impérial Nicolas Mystikos. La décennie 914-927 est le théâtre d'une guerre destructrice entre l'Empire et la Bulgarie au sujet entre autres des revendications impériales des deux parties. Le monarque bulgare fut finalement reconnu comme « empereur des Bulgares » (vasileus tōn Voulgarōn) par l'empereur byzantin Romain Ier Lécapène en 924, à la suite de la convention également adoptée avec l'empire carolingien selon laquelle basileus (un mot grec qui peut se traduire par roi ou empereur selon le contexte, prononcé « vasileus » en grec médiéval) n'était pas un titre égal à celui de l'Empereur tant qu'il ne conférait pas explicitement une autorité sur les « Romains ». La reconnaissance par Constantinople de la dignité basileus du monarque bulgare et de la dignité patriarcale du patriarche bulgare fut de nouveau confirmée lors de la conclusion d'une paix permanente et d'un mariage dynastique bulgaro-byzantin en 927. Le titre bulgare de « tsar » (César) a été adopté par tous les monarques bulgares jusqu'à la chute de la Bulgarie sous la domination ottomane.
Durant la période du Second Empire bulgare, des compositions littéraires présentaient Tarnovo, alors capitale, comme le successeur de Rome et de Constantinople. Les contemporains bulgares appelaient la ville « Tsarevgrad Tarnov », la « ville impériale de Tarnovo », faisant écho au nom bulgare alors utilisé pour Constantinople, Tsargrad.

### La quatrième croisade et ses conséquences

Fragmentation politique au lendemain du sac de Constantinople, début du XIIIe siècle.

La quatrième croisade et le sac de Constantinople en 1204 marquèrent une rupture majeure dans l'histoire de l'Empire romain d'Orient et ouvrirent une période de fragmentation et de revendications concurrentes à la légitimité impériale. Les envahisseurs croisés (« latins ») se partagèrent la majeure partie de l'Empire par un traité de partage formel, en vertu duquel la souveraineté directe de l'Empire latin de Constantinople, avatar théorique de l'Empire byzantin, ne s'étendait pas beaucoup plus loin que la ville elle-même : en étaient par exemple déjà exclues des villes proches telles que Salonique et Nicée. Certains territoires de l'ancien Empire n'ont pas été conquis par les croisés et sont restés détenus par divers potentats locaux comme autant de vestiges de l'ancien Empire (grec).
Plusieurs des États issus de cette fragmentation prétendaient à la succession légitime de l'Empire romain, et ce pour diverses raisons ; l'Empire latin tenait la capitale impériale ; les dirigeants de l'Empire de Trébizonde étaient issus de l'ancienne famille impériale des Comnène ; ceux du despotat d'Épire (et du bref empire de Thessalonique) appartenaient à la famille Ange, également impériale — même s'ils renoncèrent à la prétention impériale en acceptant la suzeraineté de Nicée en 1248 ; quant à l'Empire de Nicée, il a revendiqué avec succès le patriarcat en 1206 et a finalement prévalu grâce à une gestion habile des alliances et à la reconquête de Constantinople en 1261.

#### L'Empire latin de Constantinople
L'Empire latin possédait sa propre ligne de succession impériale, dominée d'abord par la maison de Flandre puis par la maison française de Courtenay. Il fut en difficulté presque dès ses débuts, la ville ne parvenant jamais à se remettre du traumatisme de 1204. Malgré sa suzeraineté théorique, l'Empire latin n'était même pas politiquement dominant parmi les États croisés, que les Orientaux appelaient latins ou francs.
Après avoir été expulsés de Constantinople en 1261, ses empereurs titulaires ont occasionnellement détenu le pouvoir territorial dans certaines parties de la Grèce moderne. Jacques des Baux fut prince d'Achaïe en 1381-1383 et le dernier prétendant au titre impérial latin.

### L'Époque byzantine tardive

L'Empire byzantin (en rouge) juste avant la chute de Constantinople.

La dynastie Paléologue dirige la dernière manifestation de l'empire byzantin depuis la reprise de Constantinople en 1261 jusqu'à la conquête ottomane en 1453. L'Empire rétrécit considérablement au cours de cette période, jusqu'à n'englober à la fin plus que la ville impériale elle-même, sans aucun arrière-pays, ainsi que la majeure partie du Péloponnèse (alors appelée Morée), généralement placée sous le règne direct d'un des fils de l'empereur, qui y portait le titre de despote. Cette ligne de succession impériale cessa en 1453 ; même si le despotat de Morée persista encore quelques années, jusqu'à ce que les Ottomans le conquièrent en 1460, ses dirigeants de l'époque ne revendiquèrent pas l'autorité impériale.

#### L'Empire serbe
En 1345, le roi serbe Stefan Dušan se proclama empereur (tsar) et fut couronné à Skopje pour la Pâques 1346 par le patriarche serbe nouvellement investi, ainsi que par le patriarche de toute la Bulgarie et l'archevêque d'Ohrid. Son titre impérial fut reconnu, entre autres, par l'Empire bulgare, très diminué après la bataille de Velbajd en 1330, mais pas par l'Empire byzantin. En Serbie, le titre d'« Empereur des Serbes et des Romains (en) » (dans sa forme simplifiée finale ; цар Срба и Римљана / car Srba i Rimljana en serbe moderne) ne fut employé par la suite que par le fils de Stefan Dušan, Stefan Uroš V, jusqu'à sa mort en 1371. Un demi-frère de Dušan, Siméon Uroš, puis son fils Jean Uroš, portèrent le même titre jusqu'à l'abdication de ce dernier en 1373, alors qu'ils régnaient en tant que dynastes en Thessalie.

#### L'Empire de Trébizonde
L'Empire de Trébizonde, l'une des entités issues de la fragmentation impériale du début du XIIIe siècle, survécut jusqu'à la conquête ottomane en 1461. Ses dirigeants, des Comnène, ont revendiqué le titre impérial en concurrence avec ceux de Constantinople, même s'ils n'ont reçu aucune reconnaissance internationale significative.
La Principauté de Théodoros, un État distinct de l'empire de Trébizonde apparu en 1362 sur les côtes de Crimée, n'est tombée aux mains des Ottomans qu'en 1475. Rien n’indique que ses dirigeants prétendaient être des empereurs romains.

#### Les cessions d'André Paléologue

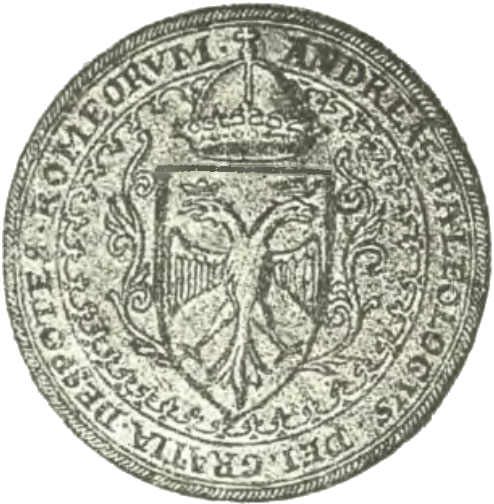
Sceau d'André Paléologue, fin du XVe siècle. L'inscription latine se traduit par « André Paléologue par la grâce du Dieu Despote des Romains ».

André Paléologue, neveu du dernier empereur byzantin Constantin XI Paléologue et chef de ce qui restait de la famille Paléologue, a commencé à se faire appeler empereur de Constantinople en 1483 et, peut-être sans enfant, a vendu ce qu'il considérait comme son titre impérial à Charles VIII de France en 1494. Les rois de France suivants conservèrent cette concession jusqu'en 1566, date à laquelle elle tomba en désuétude. Charles IX, le dernier à la porter, écrit que le titre impérial byzantin « n'est pas plus éminent que celui de roi, qui sonne mieux et plus doux ».
Dans son dernier testament en 1502, André Paléologue cède de nouveau son titre impérial, cette fois à Ferdinand II d'Aragon et Isabelle de Castille. D’autres prétendants au trône byzantin sont apparus après sa mort cette année-là, portant des affirmations de plus en plus douteuses au fil des siècles. Charles Ier de Mantoue, qui prétendait également descendre de la famille Paléologue, déclara en 1612 son intention de reconquérir Constantinople, mais ne réussit qu'à provoquer un soulèvement dans la péninsule de Magne, qui dura jusqu'en 1619.

### L'Empire ottoman après 1453
« Nul ne saurait douter qu'il soit empereur des Romains. Celui qui tient le siège de l'empire dans sa main est empereur de droit ; et Constantinople est le centre de l'empire romain. »

— Georges de Trébizonde

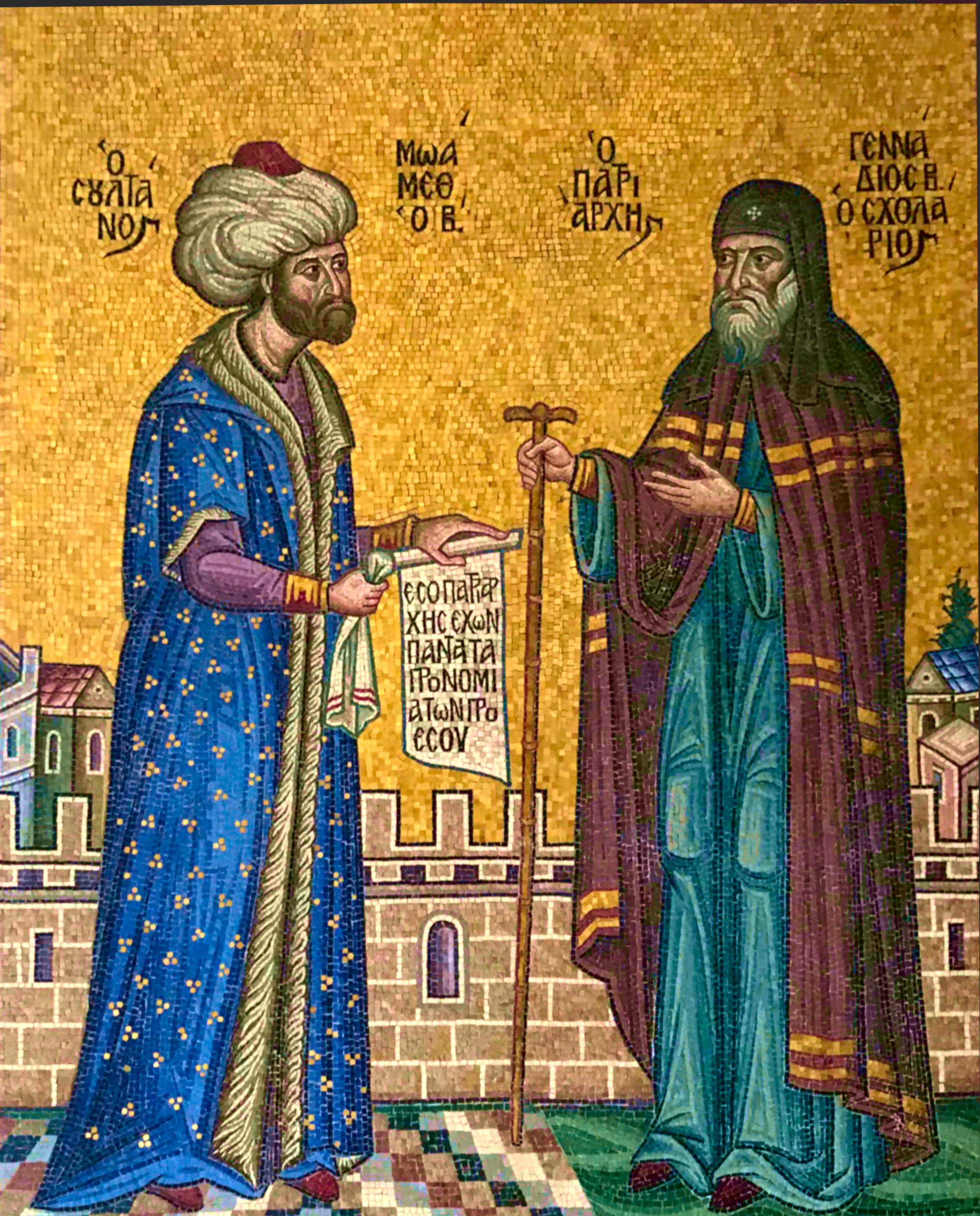
Mehmed II et Gennadius II, mosaïque du XVIIIe sièclesituée au Patriarcat de Phanar à Istanbul.

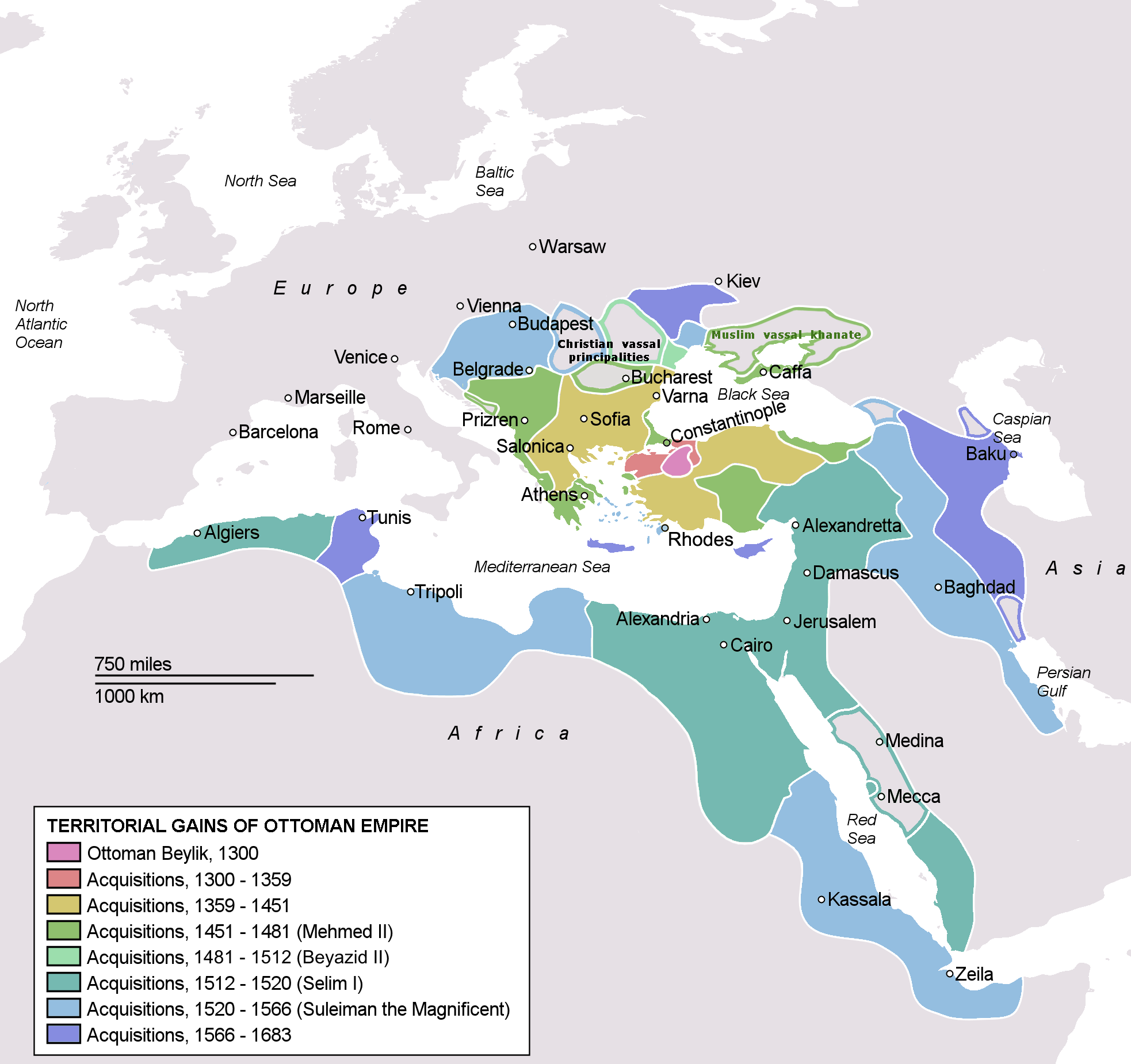
L'Empire ottoman à son apogée, sous le règne du sultan Mehmed IV.

Après sa conquête de Constantinople en 1453, Mehmed II se déclara empereur romain : Kayser-i Rum, littéralement « César des Romains », le titre standard des premiers empereurs byzantins sur les terres arabes, perses et turques. En 1454, il établit cérémonieusement Gennadius Scholarius, un fervent antagoniste du catholicisme et des ennemis européens du sultan, comme patriarche œcuménique de Constantinople et ethnarque du Millet des Roums, c'est-à-dire des chrétiens grecs orthodoxes au sein de l'Empire. En retour, Gennadius approuve et valide la revendication de Mehmed à la succession impériale,.
La prétention de Mehmed au trône impérial romain reposait principalement sur l'idée que Constantinople était le siège légitime de l'Empire romain, comme cela avait été le cas pendant plus d'un millénaire. L'érudit contemporain Georges de Trébizonde a écrit que « le siège de l'Empire romain est Constantinople... et celui qui est et reste empereur des Romains est aussi l'empereur du monde entier ». Une autre revendication de légitimité, quoique discutable, faisait référence aux alliances passées entre la dynastie ottomane et les familles impériales byzantines. La princesse byzantine Théodora Cantacuzène avait été l'une des épouses d'Orhan Ier, sultan ottoman, et une histoire non étayée mais largement répandue décrivait Mehmed comme un descendant de Jean Tzelepes Comnène.
Dans un poème, Georges de Trébizonde évoque Mehmed comme suit :
« Nul ne saurait douter qu'il soit empereur des Romains. Celui qui tient le siège de l'empire dans sa main est empereur de droit ; et Constantinople est le centre de l'empire romain. » Les ambitions impériales de Mehmed allaient cependant plus loin et visaient à conquérir Rome elle-même, réunifiant ainsi l'Empire comme il ne l'avait pas été depuis près de huit siècles. Sa campagne d'Italie commença en 1480 avec l'invasion d'Otrante, mais fut interrompue par la mort subite de Mehmed le 3 mai 1481. Aucun de ses successeurs ne renouvela cet effort.
Cette position d’héritier légitime de l’Empire romain est devenur partie intégrante de l’identité du sultanat ottoman, au même titre que son héritage turc et musulman, même si cette dimension a été minimisée par les observateurs occidentaux. Selon l'érudit turc F. Asli Ergul :
« Bien que ce titre ne fût reconnu ni par les Grecs ni par les Européens, la dynastie ottomane, en se définissant comme Roumi [Romaine], intériorisa la structure hégémonique et multiculturelle de l'Empire romain d'Orient. Il s'agissait évidemment d'une déclaration de mainmise du sultan ottoman sur l'héritage de l'Empire romain d'Orient. » De plus, au fil des siècles, de nombreux Grecs abandonnent l’orthodoxie et embrassent l’Islam, à tel point qu’aujourd’hui, en partie à cause du mélange des Grecs et des Turcs dans l’Empire Ottoman, des études génétiques ont montré que les Turcs modernes étaient plus proches, génétiquement parlant, des populations de la Méditerranée et du Moyen-Orient, que de celles d'Asie centrale.
Lors des échanges diplomatiques avec le Saint-Empire romain germanique, les Ottomans refusent d'abord de reconnaître les prétentions impériales de ce dernier, car ils se considéraient comme les seuls successeurs légitimes de Rome. Dans le traité de Constantinople de 1533 (en), les négociateurs autrichiens sont convenus de ne faire aucune mention du Saint-Empire romain germanique, se référant uniquement à Ferdinand Ier comme roi d'Allemagne et à Charles Quint comme roi d'Espagne. Les Ottomans abandonnent finalement cette exigence dans le traité de Zsitvatorok en 1606, et acceptent également les prétentions impériales de l'Empire russe par le traité de Küçük Kaynarca en 1774.
L'usage chinois, sous la dynastie Ming, désignait les Ottomans sous le nom de Lumi (魯迷), un terme dérivé de Rûmi, littéralement « romain ». Il est important de souligner qu'en Chine, il existe le concept de « dynastie de conquête (en) », les Chinois considérant les dynasties d'origine ethnique non Han comme la dynastie Yuan (d'origine mongole) et la dynastie Qing (d'origine mandchoue) comme des dynasties chinoises. Ce concept (lorsqu'il est utilisé pour les étrangers non chinois) a peut-être influencé les Chinois lorsque ceux-ci ont considéré les Ottomans comme une dynastie romaine.

## La continuation en Occident

### Fragmentation politique et suzeraineté impériale

L'Empire d'Occident lors des prémisses de sa fragmentation, en 418.

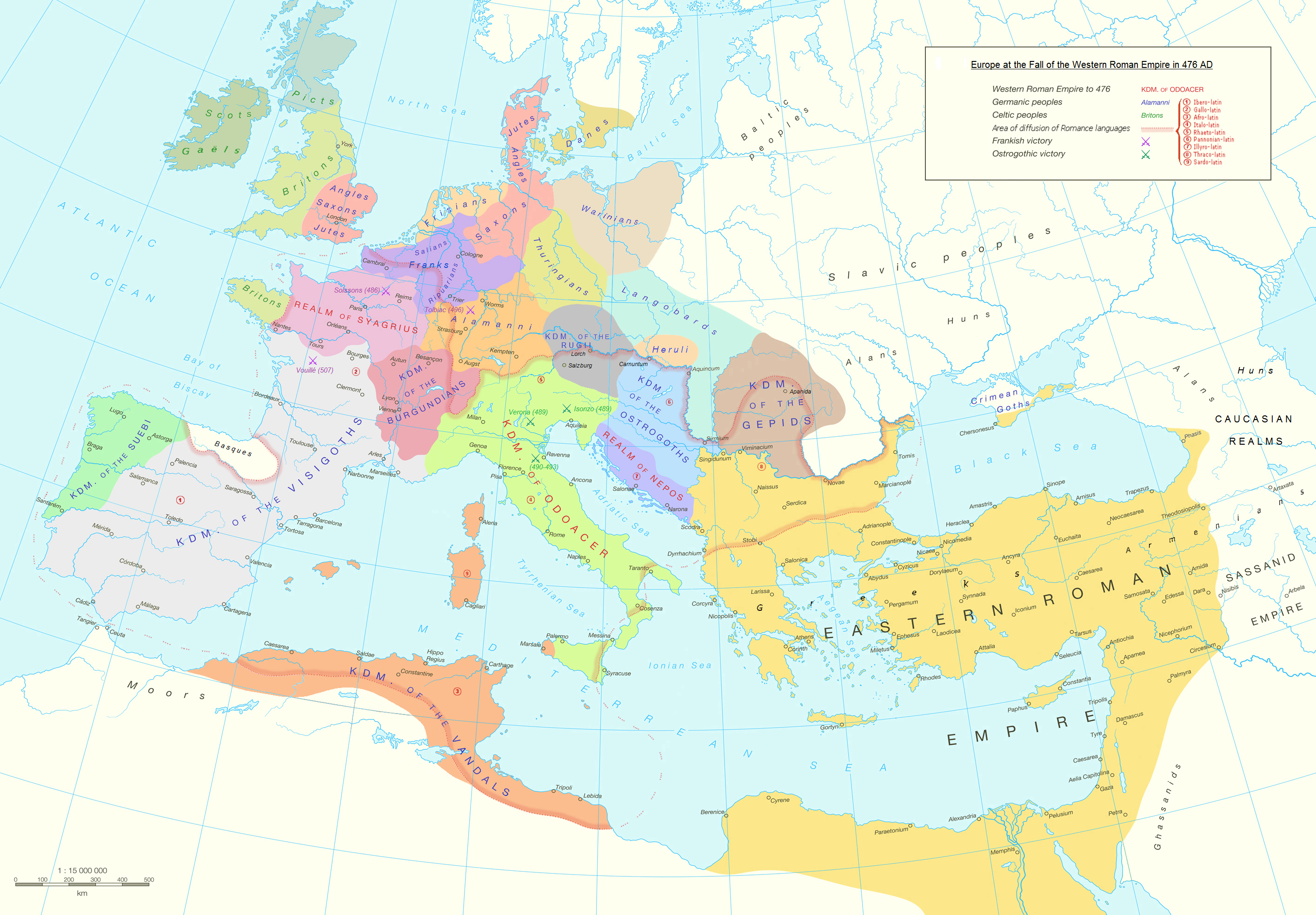
Fragmentation maximale à l'Ouest, en 476.

Au début du Ve siècle, l'Empire romain d'Occident restait proche de son étendue territoriale maximale, mais la domination romaine était devenue fragile et de nombreuses régions étaient dépeuplées. Dans les premières années du siècle, l'Empire se retire de la Grande-Bretagne, la laissant ouverte à la colonisation anglo-saxonne. Les incursions étrangères croissantes ont rapidement abouti à l'installation permanente de groupes ethniques (notamment germaniques, mais pas uniquement) dans des territoires qui sont devenus progressivement autonomes, cherchant même fréquemment à s'étendre aux dépens des territoires demeurés sous contrôle romain.
Les Vandales traversent le Rhin en 406, les Pyrénées en 409, le détroit de Gibraltar en 428 et établissent le royaume vandale en Afrique du Nord et dans les îles de la Méditerranée occidentale au milieu du Ve siècle; les Suèves, évoluant initialement aux côtés des Vandales, fondent leur royaume ibérique occidental en 409 ; le royaume wisigoth est initialement établi par traité en 418 dans la vallée de la Garonne, et s'étend bientôt dans la péninsule ibérique ; les Alamans se répendent en Alsace et au-delà, à partir de leur base initiale dans les Agri Decumates ; dans les années 440, le royaume des Burgondes s'établit autour du Rhône ; un royaume autonome de Soissons est créé à partir de 457 par les commandants militaires romains entre la Seine et la Somme ; et enfin, les Francs, établis au nord du Rhin en 358 par traité avec l'empereur Julien, élargissent leur territoire à ce qui est aujourd'hui la Belgique et le nord de la France. En conséquence, lorsque le dernier empereur occidental, Romulus Augustule, est destitué par le commandant militaire Odoacre en 476, son règne direct ne s'étendait pas beaucoup au-delà des frontières nord de l'Italie actuelle. Un autre chef militaire, Julius Nepos, brièvement prédécesseur de Romulus Augustulus, détenait un territoire en Dalmatie et conservera le titre impérial jusqu'à son assassinat en 480.
Dans un acte symbolique qui fascinera les historiens ultérieurs, Odoacre renvoya les insignes impériaux à l'empereur d'Orient, Zénon. Loin de signaler la fin de la domination impériale en Italie, cela signifiait qu'Odoacre reconnaissait la suzeraineté de Zénon et ne revendiquait pas la pleine souveraineté sur le territoire précédemment romain. Comme les précédents dirigeants fédérés, il adopte le titre de roi (rex) et règne au nom des empereurs restants, à savoir Zénon et Julius Nepos (tout du moins du vivant de ce dernier). Cet arrangement est maintenu par Théodoric le Grand, qui vainc et tue Odoacre en 493, le remplaçant comme roi d'Italie.

Les campagnes de Justinien en Occident (535-554).

Les frontières politiques ont continué à évoluer aux Ve et VIe siècles. Clovis Ier, roi des Francs (mort en 511), conquiert l'Alémanie, le royaume de Soissons et la majeure partie du royaume wisigoth au nord des Pyrénées, et ses fils s'emparent du royaume des Burgondes en 534, créant ainsi un vaste royaume de Francie, périodiquement divisée entre différents membres de la dynastie mérovingienne. Pendant ce temps, l'empereur d'Orient Justinien Ier rétablit la domination impériale directe sur le sud de l'Espagne, l'Afrique du Nord et surtout l'Italie, reconquise lors de la rude guerre gothique (535-554). Plus tard, au VIe siècle, l'empereur Maurice parraine Gondovald, membre de la dynastie mérovingienne de Clovis, dans sa revendication du royaume franc, qui se termina sans succès en 585 à Saint-Bertrand-de-Comminges.
Bien qu'étant hors de la portée militaire directe de l'Empire, la Francie continue de reconnaître la suzeraineté de Constantinople tout au long du VIe siècle. Lors d'une cérémonie ayant lieu en 508 à Tours, Clovis reçoit les insignes envoyés par l'empereur Anastase Ier, signe qu'il était considéré comme servant l'Empire avec le grade de consul. De même, au début du VIe siècle, le roi Gondebaud des Burgondes encore indépendants, bien qu'arien, est Magister militum au nom de l'Empereur. La Gesta pontificum Autissiodorensium, un recueil d'informations sur les évêques d'Auxerre compilé pour la première fois à la fin du IXe siècle, ne cesse de faire référence à l'empereur romain régnant, jusqu'au sacerdoce de Didier (mort en 621), mentionné comme évêque « sous les règnes de Phocas et d'Héraclius »,. Aucune déférence de ce type ne semble avoir existé dans le royaume wisigoth à la même époque. L'historien britannique Chris Wickham dépeint le roi wisigoth Euric (466-484) comme « le premier grand dirigeant d'un régime politique « barbare » en Gaule – et le deuxième de l'Empire après Genséric – à avoir une pratique politique totalement autonome, non influencée par toute loyauté romaine résiduelle ». Un siècle et demi plus tard, dans les années 620, Isidore de Séville formule pour le royaume wisigoth la vision d'une monarchie chrétienne sise sur un pied d'égalité avec l'Empire romain d'Orient. Ceci aura une influence déterminante sur la pensée politique ultérieure de l’Europe occidentale:236.
La domination impériale en Occident s'érode à partir de la fin du VIe siècle. En Grande-Bretagne, la domination romaine n’était au mieux qu’un lointain souvenir. En Francie, les références à la suzeraineté impériale disparaissent au moment du renouveau mérovingien au début du VIIe siècle, sous les règnes de Clotaire II et Dagobert Ier. Dans la péninsule ibérique, le roi wisigoth Swinthila expulse les dernières forces impériales du sud de l'Espagne en 625. Quant à l'Italie, les Lombards l'envahissent en 568, et le royaume qui en résulte se montre hostile à l'Empire, dont l'empreinte territoriale se rétrécit progressivement.

#### Le pivot papal
La papauté romaine allait devenir l’instrument du renouveau de l’idée impériale en Occident. Rome est de plus en plus isolée de Constantinople à la suite des dévastations de la guerre gothique (535-554), des choix impériaux ultérieurs menant à favoriser Ravenne plutôt que Rome, et de l'invasion lombarde de l'Italie à partir de 568, qui limita ses communications avec les principaux avant-postes impériaux de Ravenne et de SicileLa colonne de Phocas du Forum romain, consacrée en 608, compte parmi les dernières expressions monumentales du pouvoir impérial (oriental) à Rome. En 649, contrairement à la tradition, le pape Martin Ier est élu et consacré sans attendre la confirmation impérialeConstant II fut le dernier empereur (oriental) à visiter Rome avant plusieurs siècles (en 663) ; et il pilla plusieurs des monuments restants pour orner Constantinople. Entre-temps, et pour diverses raisons, le catholicisme finit par triompher de l’arianisme dans les royaumes occidentaux : dans la péninsule ibérique wisigothique avec la conversion de Récarède Ier en 587, et dans l'Italie lombarde, après quelques allers-retours, après la mort du roi Rothari en 652. Le pape Grégoire Ier (590-604) jette les bases du rôle naissant de la papauté en tant que leader du christianisme en Occident, sans pour autant qu'il n'existe à l'époque une conception claire d'une autorité impériale alternative qui pourrait être établie en concurrence avec celle de Constantinople.
La promotion de l'iconoclasme par l'empereur Léon III l'Isaurien à partir de 726 conduit à une rupture croissante entre l'Empire d'Orient et la papauté. Le pape Grégoire II considérait l'iconoclasme comme la dernière d'une série d'hérésies impériales. En 731, son successeur le pape Grégoire III organise un synode à Rome qui déclara l'iconoclasme passible d'excommunication. Léon III répond en 732/33 en confisquant tous les patrimoines papaux du sud de l'Italie et de la Sicile, et en retirant les évêchés de Thessalonique, Corinthe, Syracuse, Reggio, Nicopolis, Athènes et Patras à la juridiction papale. De fait, cette action renforça l'emprise impériale sur le sud de l'Italie, mais anticipait la destruction de l'exarchat de Ravenne, qui se produisit bientôt aux mains des Lombards. Ainsi, la papauté avait-elle été « chassée de l’empire ». Le pape Zacharie, en 741, fut le dernier pape à annoncer son élection à un dirigeant byzantin ou à demander son approbation.

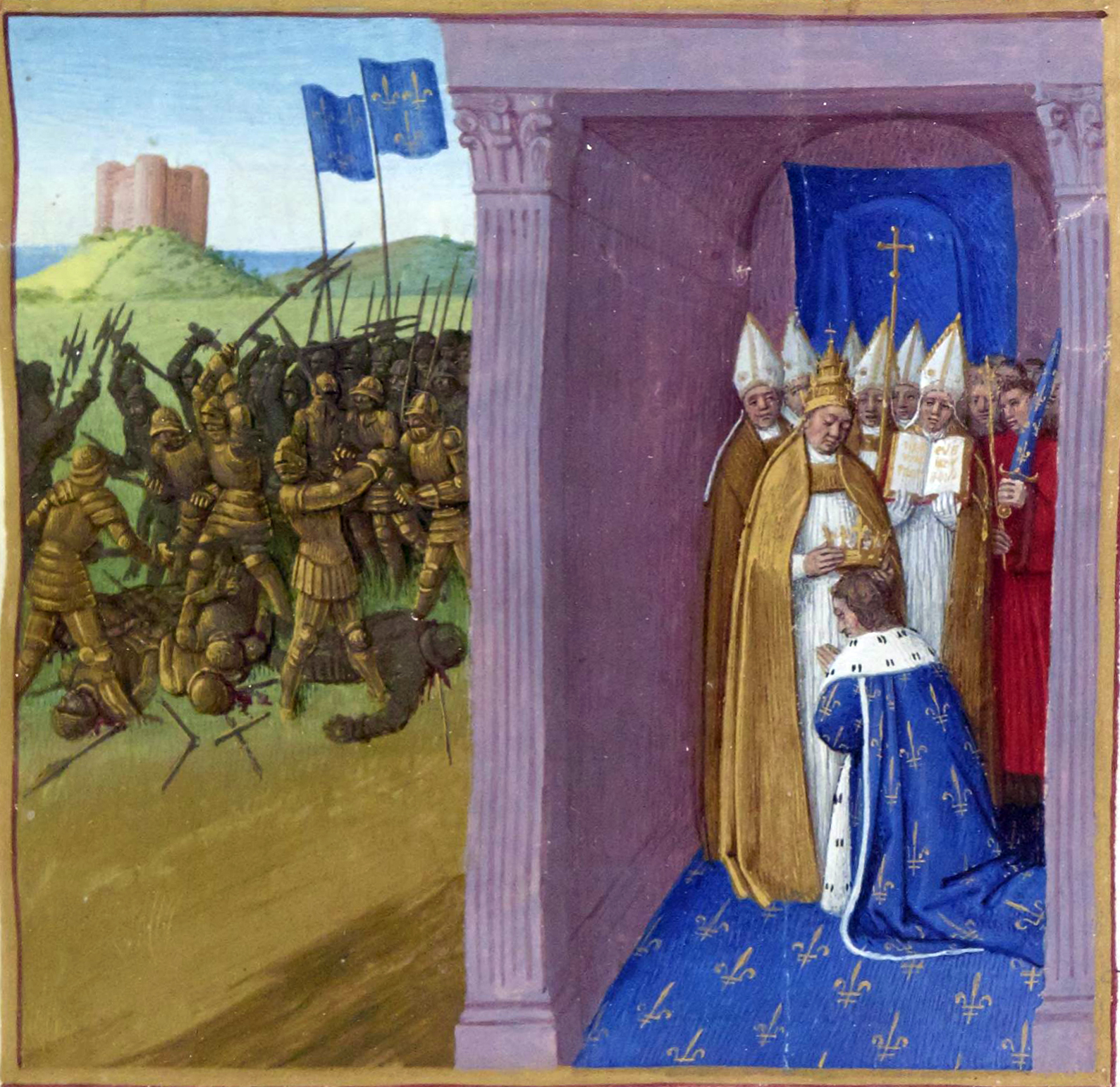
Couronnement de Pépin le Bref par le pape Étienne II en 754 (à droite), miniature de Jean Fouquet, Grandes Chroniques de France, ca. 1455-1460.

Les papauté devait rapidement réinventer ses rapports à l’autorité laïque. Les rois lombards voisins, quoi que convertis au catholicisme, demeuraient hostiles. Les Francs, plus puissants et plus éloignés, et qui étaient dans l’ensemble des alliés de l’Empire, constituaient une alternative intéressante pour potentiellement protéger la papauté. En 739, Grégoire III envoie une première ambassade à Charles Martel pour lui demander sa protection contre Liutprand, roi des Lombards, mais celui-ci avait été l'allié de Liutprand par le passé et lui avait demandé en 737 d'adopter cérémonieusement son fils. La papauté eut toutefois plus de chance avec ce dernier, Pépin le Bref, qui succéda à Charles en octobre 741 avec son frère aîné Carloman. Le pape Zacharie fut poussé à l'action par la dernière campagne lombarde contre l'exarchat de Ravenne, dont la chute au milieu de 751 scella la fin de la domination byzantine en Italie centrale. Il était en contact avec les élites dirigeantes franques par l'intermédiaire du vénérable Boniface, archevêque de Mayence, et d'autres clercs tels que Burchard de Wurtzbourg et Fulrad. En mars 751, il entreprend de déposer Childéric III, le dernier roi mérovingien, à la suite de quoi Pépin est consacré roi de France à Soissons. En 754, le successeur de Zacharie, le pape Étienne II, entreprend la toute première visite papale au nord des Alpes, rencontre Pépin à Ponthion et l'oint roi à Saint-Denis le 28 juillet, établissant ainsi le modèle des rites ultérieurs de couronnement des rois de France. Étienne légitime en outre la dynastie carolingienne dans son principe héréditaire en oignant également les fils de Pépin, Charles et Carloman, en interdisant l'élection de tout non-descendant de Pépin comme roi, et en proclamant que « la nation franque est au-dessus de toutes les nations ». En retour, la donation de Pépin de 756 cimente le règne des papes sur les États pontificaux au cours des onze siècles suivants. Par la suite, en 773-774, le fils et successeur de Pépin, Charlemagne, conquiert le royaume lombard d'Italie.

### Le Saint-Empire romain

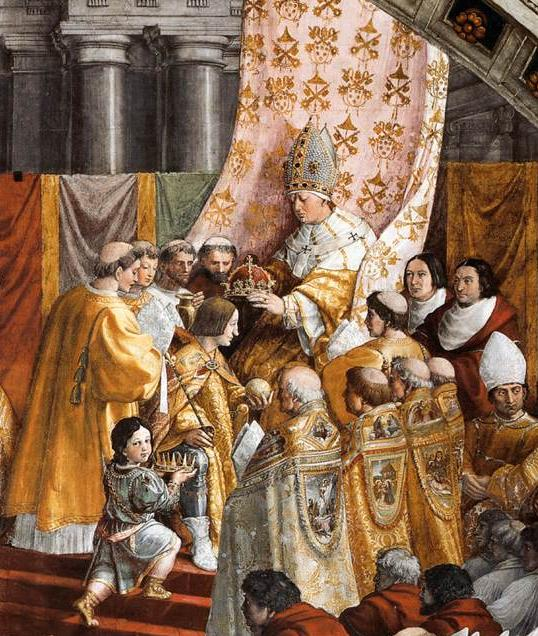
Couronnement de Charlemagne, probablement par Gianfrancesco Penni sur un dessin de Raphaël, fresque des salles de Raphaël du Vatican, 1516-1517.

Les empires carolingien (bleu) et byzantin (rouge) au début du IXe siècle.

Le couronnement de Charlemagne par le pape Léon III, à Rome, le jour de Noël 800, visait explicitement à établir une continuité avec l'Empire romain qui existait encore en Orient. À Constantinople, Irène d'Athènes avait aveuglé et déposé son fils, l'empereur Constantin VI, quelques années plus tôt. Comme il n'existait aucun précédant d'une femme seule détentrice du titre impérial, ses détracteurs en Occident (par exemple Alcuin) considéraient le trône impérial comme vacant, plutôt que de la reconnaître comme impératrice. Ainsi, comme le dit l'historien britannique Peter H. Wilson, « il est fort probable que Charlemagne ait cru qu'il allait devenir empereur romain » au moment de son couronnement ; cependant, le titre impérial de Charlemagne reposait sur une base différente de celle de tous les empereurs romains l'ayant précédé, car il reposait structurellement sur le partenariat avec la papauté, incarné dans l'acte de son couronnement par le pape.
Entre-temps, l'accession au trône byzantin de Nicéphore Ier en 802 renforce le conflit de légitimité entre les incarnations franque et byzantine de l'Empire romain, connu dans l'historiographie sous le nom de problème des deux empereurs. Selon Théophane le Confesseur, Charlemagne aurait tenté d'éviter ce conflit en fomentant le projet d'épouser Irène, ce qui n'eut cependant pas lieu. Les conflits territoriaux furent résolus dans les années suivantes par une série de négociations connues sous le nom de Pax Nicephori, mais le conflit plus large avec Constantinople au sujet de la légitimité impériale s'avéra extrêmement durable.

Évolution territoriale du Saint-Empire romain germanique, comparée avec les frontières étatiques actuelles.

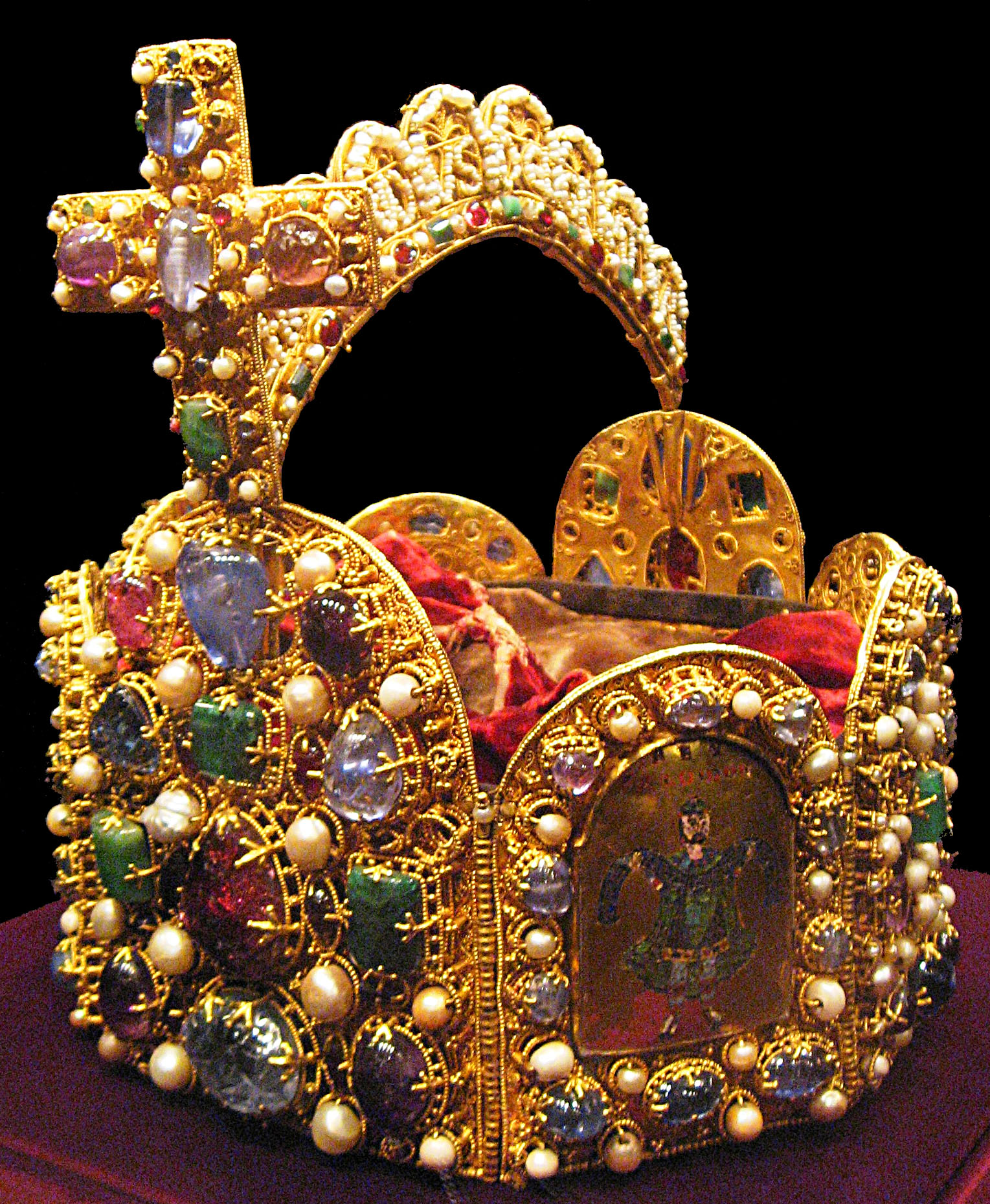
La Couronne impériale du Saint-Empire romain germanique, début du XIe siècle.

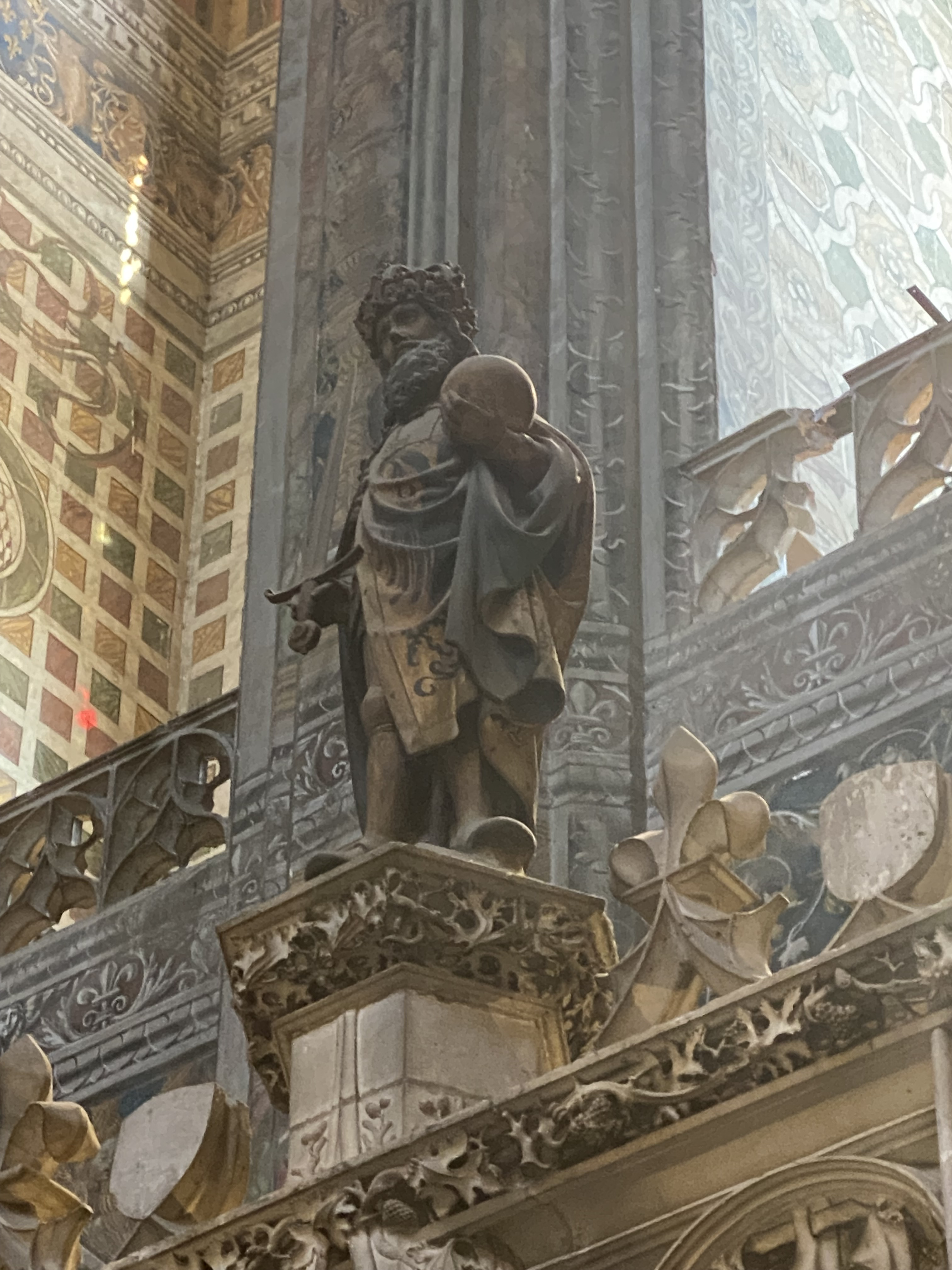
Statue de Constantin le Grand à l'intérieur de la cathédrale d'Albi, le montrant avec un manteau orné du Reichsadler du Saint-Empire romain germanique.

L'autorité politique se fragmente au sein de l'Empire après la mort de Charlemagne. Il en résultera une association de la dignité impériale avec les terres les plus orientales (« allemandes ») de l'ensemble carolingien — ce qui n'allait initialement pas de soi au début et aura mis un certain temps à se produire pleinement. De 843 à 875, les détenteurs du titre impérial ne régnaient que sur l'Italie du Nord et, au début, sur la Lotharingie. Le jour de Noël 875, exactement 75 ans après le couronnement de Charlemagne, Charles le Chauve de Francie occidentale est couronné empereur à Rome par le pape Jean VIII, adoptant la devise renovatio imperii Romani et Francorum, ce qui pouvait laisser penser à la restructuration d'un empire centré sur ce qui est aujourd'hui la France. Cependant, Charles meurt peu de temps après (en 877), et son successeur Charles le Gros ne parvient que brièvement à réunir tous les domaines carolingiens ; après sa mort en 888, la partie occidentale de la Francie est dominée par les Robertiens non carolingiens, puis plus tard par la dynastie capétienne. Pendant plus de sept décennies, l'autorité des empereurs était alors principalement confinée au nord de l'Italie, jusqu'à ce qu'Othon Ier relance l'idée impériale et soit couronné par le pape Jean XII à Rome en 962. Dès lors, tous les empereurs auront des racines dynastiques dans les pays germanophones (quand bien même Frédéric II serait né en Italie, Henri VII à Valenciennes, Charles IV à Prague, Charles Quint à Gand, Ferdinand Ier en Espagne, Charles VII à Bruxelles, François Ier à Nancy et François II à Florence).
Au cours du millénaire qu'a duré le Saint-Empire romain germanique, plusieurs tentatives ont été faites de rappeler l'héritage classique de l'Empire. L'empereur Othon III a régné depuis Rome, de 998 jusqu'à sa mort en 1002, et a tenté de faire revivre les anciennes institutions et traditions romaines en partenariat avec le pape Sylvestre II — qui a d'ailleurs choisi son nom papal en référence à l'époque de Constantin le Grand. Frédéric II s'intéressa vivement à l'Antiquité romaine, parraina des fouilles archéologiques, organisa un triomphe de style romain à Crémone en 1238 pour célébrer sa victoire à la bataille de Cortenuova, et se fit représenter dans une imagerie classique. De même, Maximilien Ier était-il très attentif aux références classiques dans ses projets « commémoratifs » des années 1510, qui comprenaient les trois gravures monumentales sur bois de l'Arc de Triomphe, la Procession Triomphale et du Grand Char Triomphal.

#### La papauté et le titre impérial

Le Saint-Empire romain germanique sous la dynastie des Hohenstaufen (Le royaume de Sicile, en rose, était en union personnelle avec l'Empire).

Selon son biographe Éginhard, Charlemagne était mécontent de son couronnement, un fait que les historiens ultérieurs ont interprété comme un mécontentement face au rôle clé du pape dans la légitimation de la domination impériale. Au lieu de la traditionnelle reconnaissance par acclamation populaire, Léon III avait couronné Charlemagne dès le début de la cérémonie, avant même que la foule ne l'acclame. En septembre 813, Charlemagne tenta d'éviter que cela ne se reproduise en couronnant lui-même son fils Louis le Pieux à Aix-la-Chapelle, mais le principe du couronnement papal survécut et fut renouvelé en 962 lorsqu'Othon Ier rétablit l'Empire et ses rituels après des décennies de troubles et reçut la couronne impériale du pape Jean XII.
L'interdépendance entre le pape et l'empereur a conduit à un conflit après que la papauté a commencé à affirmer sa position avec la réforme grégorienne du milieu du XIe siècle. La querelle des Investitures (1076-1122) comprenait des épisodes de confrontation dramatique, au cours desquels le pape tentait de priver l'empereur de sa dignité impériale. Le Dictatus papæ, un document papal publié en 1075 peu après l'élection de Grégoire VII, déclare que le pape « seul peut utiliser les insignes impériaux », que « tous les princes baiseront les pieds du pape et seulement les siens » et qu'« il lui est permis de déposer les empereurs ». Après la pénitence de l'empereur Henri IV à Canossa en janvier 1077, Grégoire VII prononça son absolution mais l'appela rex Teutonicorum (« roi des Allemands »), omettant ainsi le titre impérial et le fait qu'Henri était roi (rex) de plusieurs royaumes, dont la Bourgogne et l'Italie. Les guerres des Guelfes et des Gibelins, partisans respectifs du pape et de l'empereur, durèrent jusqu'au XVe siècle. En 1527, l'implication du pape dans les guerres d'Italie conduisit au saccage traumatisant de Rome par les troupes impériales de Charles Quint, après quoi l'influence de la papauté sur la politique internationale fut considérablement réduite.

#### Royaumes et titre impérial

Les domaines des Habsbourg se trouvent en situation d'union personnelle avec le Saint-Empire romain germanique sous le règne de Charles Quint.

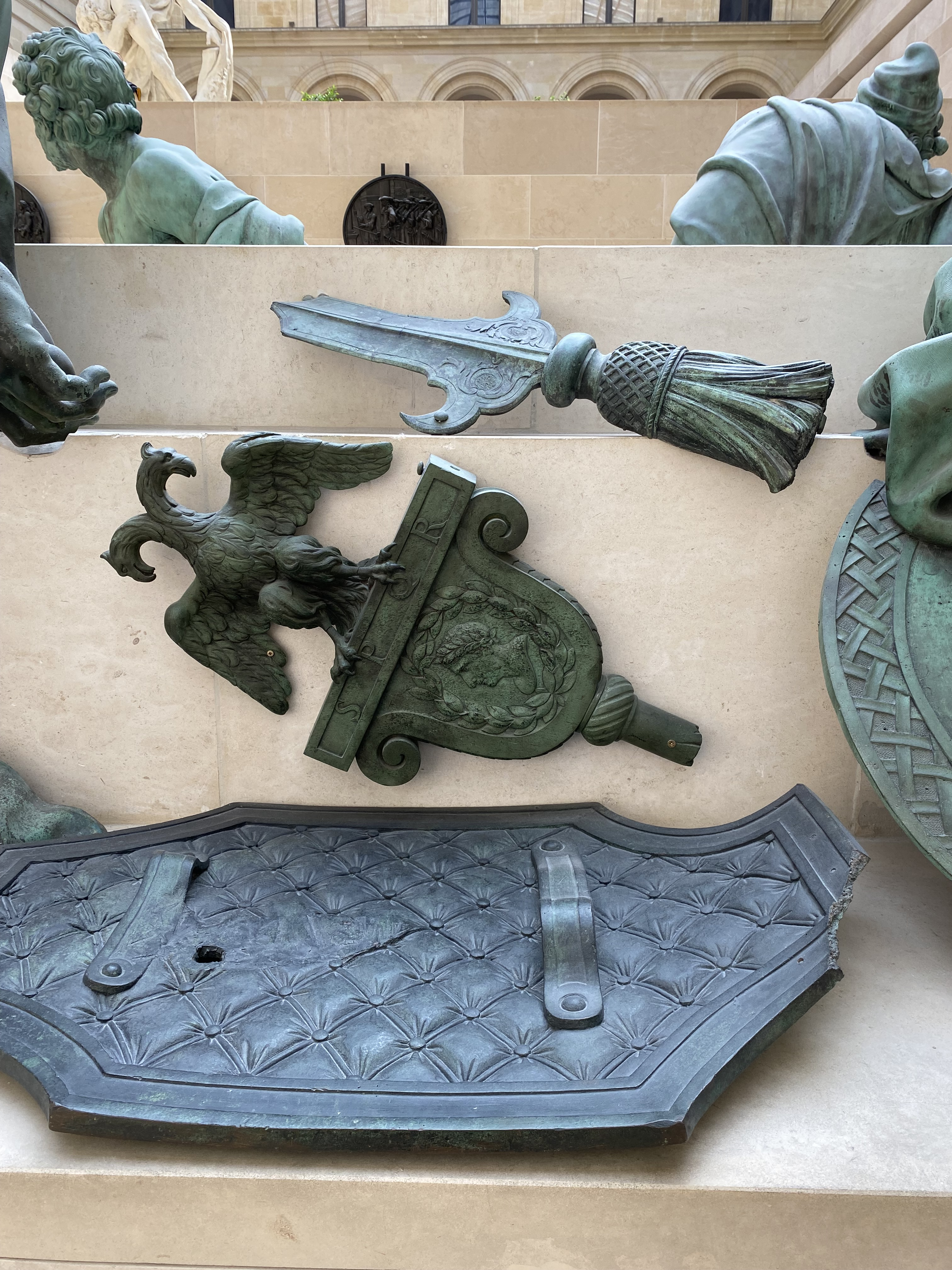
Étendard imaginé du Saint-Empire romain germanique, issu de l'ancien Monument de la Victoire de Louis XIV sur la place des Victoires à Paris (1686), combinant de manière anachronique la devise SPQR avec l'aigle impériale à deux têtes.

Aux tous débuts du Saint-Empire, l'empereur Louis le Pieux établit formellement la suprématie de l'Empire sur les royaumes catholiques à travers un document publié en 817 et connu plus tard sous le nom d'Ordinatio Imperii, en fonction d'une fiction politique selon laquelle l’Empire couvrait toute la chrétienté occidentale sous son seule autorité (en réalité, les îles britanniques, la Bretagne et le royaume des Asturies, toutes chrétiennes, échappaient à son contrôle). Selon l'arrangement de Louis, seul son fils aîné Lothaire détiendrait le titre d'empereur, et les jeunes frères de Lothaire, Pépin et Louis, devraient lui obéir malgré leur rang royal, eux qui étaient rois respectivement d'Aquitaine et de Bavière. Ce document est dès le départ controversé, à cause notamment de sa non-conformité au droit et aux pratiques successorales franques. Après la mort de Louis le Pieux en juin 840, la bataille de Fontenoy (841), les serments de Strasbourg (842) et le traité de Verdun (843) établissent une réalité différente, dans laquelle le titre impérial reste indivis mais où son détenteur se trouve dans une situation de concurrence avec les rois voisins pour le territoire — même si tous restaient à l'époque encore liés par les liens familiaux de la dynastie carolingienne et les limites du christianisme catholique.
Après la disparition progressive de la dynastie carolingienne à la fin du IXe siècleet au Xe siècle, la rivalité entre l'Empire et les différents royaumes voisins s'affute. Le royaume de France, issu de la Francie occidentale de Charles le Chauve, était réticent à reconnaître le statut supérieur de l'empereur parmi les monarques européens. Avec l'expansion de la chrétienté latine au Haut Moyen Âge, de nouveaux royaumes apparaissent en dehors du cadre de l'Empire, qui cherchent également à obtenir plus de pouvoir et de territoires. La France elle-même a joué un rôle déterminant dans les développements qui ont conduit au déclin politique de l'Empire du XVIe sièclejusqu'au début du XIXe siècle.

## Les renaissances nationalistes de l'idée de succession impériale à l’ère moderne
Un certain nombre de régimes politiques ont revendiqué diverses formes de succession à l'Empire romain, tout en reconnaissant l'existence d'un décalage temporel important entre ce qu'ils considéraient comme l'extinction de l'Empire et leurs propres efforts pour le faire revivre. Ces tentatives sont de plus en plus formulées en termes nationalistes, en phase avec l’époque.
Malgré son nom, l’impérialisme européen n’a généralement pas invoqué les souvenirs de l’Empire romain, à la seule exception de l’Italie durant quelques décennies de la fin du XIXe siècle au début du XXe siècle. Aussi, les empires coloniaux européens ne seront-ils pas mentionnés dans cette section.

### La Russie impériale

Armoiries de l'Empire russe avec l'aigle à deux têtes, autrefois associée à l'Empire byzantin.

Ivan III de Russie épouse en 1472 Sophie Paléologue, une nièce du dernier empereur byzantin Constantin XI, et se fit appeler tsar (« César ») ou imperator. En 1547, Ivan IV cimente le titre de « tsar de toute la Russie » (Царь Всея Руси). En 1589, le métropolite de Moscou obtient l'autocéphalie du Patriarcat de Constantinople et devient ainsi le Patriarcat de Moscou, grâce aux efforts de Boris Godounov. Cette succession d'événements appuie le récit, encouragé par les dirigeants successifs, selon lequel la Moscovie était le successeur légitime de Byzance en tant que « Troisième Rome », une idée qui se basait sur un mélange de conceptions religieuses (orthodoxes), ethnolinguistiques, et politiques (l'autocratie du tsar),. On va jusqu'à souligner que la topographie des sept collines de Moscou offre des parallèles avec les sept collines de Rome et les sept collines de Constantinople.
En 1492, Zosime, métropolite de Moscou, dans l'avant-propos de sa Présentation de la Pâque, désignait Ivan III comme « le nouveau tsar Constantin de la nouvelle ville de Constantin – Moscou ». Dans une lettre panégyrique adressée au grand-duc Vassili III composée en 1510, le moine russe Philothée de Pskov proclamait : « Deux Romes sont tombées. La troisième tient debout. Et il n'y en aura pas de quatrième. Personne ne viendra remplacer votre orthodoxe royaume ! ».

### L'Espagne impériale
La monarchie hispano-gothique s'est reconnue politiquement et juridiquement comme l'héritière et le successeur de l'Empire romain en Hispanie, en utilisant les symboles. De plus, deux usurpateurs romains du royaume wisigoth tentèrent de revendiquer l'autorité impériale : Burdunellus (496) et Petrus (506),.
Durant le Moyen Âge en Espagne, certains monarques, principalement parmi les rois de Castille et de Léon, utilisaient le titre d'Imperator totius Hispaniae, qui sous-entendait des revendications non seulement de suzeraineté sur les autres rois de la péninsule (à la fois chrétiens et musulmans), mais aussi l'égalité du roi avec les dirigeants de l'Empire byzantin et du Saint-Empire romain germanique.
Le dernier titulaire titulaire du titre d'empereur romain d'Orient, André Paléologue, vend, dans son testament rédigé le 7 avril 1502, son titre impérial, ainsi que ses domaines en Morée, aux rois catholiques d'Espagne (Ferdinand II d'Aragon et Isabelle de Castille),,, les désignant, ainsi que leurs successeurs (les futurs monarques espagnols), comme ses héritiers universels. André affirme que les rois d'Espagne détenaient, par l'intermédiaire de la lignée aragonaise, la propriété du duché d'Athènes et de Néopatrie, selon une croyance selon laquelle la famille Álvarez de Toledo (cousins de Ferdinand d'Aragon) descendait de l'ancienne lignée impériale byzantine des Comnène. André espérait que l'armée espagnole lancerait une croisade depuis leurs domaines du sud de l'Italie pour conquérir le Péloponnèse, avant de passer à la Thrace, à la Macédoine et à Constantinople ; cependant, aucun monarque espagnol n'a jamais fait usage des titres impériaux byzantins. En 1510, le pape Jules II révoque l'octroi par Alexandre VI du titre de roi de Jérusalem à Louis XII de France et le transfère à Ferdinand le Catholique (qui fut inclus dans son titre de roi de Naples après le traité de Blois (es)),. Cet événement rajouta une dimension symbolique aux guerres hispano-ottomanes, l'Espagne s'élevant désormais également contre les prétentions turques à la succession de Rome.
À l'époque de la monarchie catholique, Antonio de Nebrija concevait l'Espagne, après la fin de la Reconquista et l'unification politique de la Castille et de l'Aragon, comme l'héritière de l'empire romain, car ses souverains descendaient en droite ligne des empereurs romains et des Wisigoths. Les rois d'Espagne (considérés comme leurs successeurs légaux de l'Hispanie), firent également appel à une légitimation littéraire dans laquelle le castillan succédait au latin comme langue de l'Empire.

Armoiries de Charles Ier d'Espagne, autrefois associées aux revendications impériales espagnoles sur l'héritage romain.

Avec l'accession de Charles Ier d'Espagne au trône de Castille et d'Aragon, les titres royaux espagnols furent inclus dans un ensemble plus vaste, qui comprendrait notamment à partir de 1519 le titre d'empereur du Saint-Empire. C'était la première fois, depuis le couronnement de Charlemagne en 800 et après la chute de Constantinople en 1453, que les couronnes romano-germanique et byzantine étaient réunies par un même souverain. Les soutiens de l'Empire de Charles Quint (et de son idéal impérial d'être le monarque universel de la chrétienté) créent une carte symbolique, celle de l'Europa regina, dont l'Hispanie est la tête, couronnée des insignes carolingiennes et du Saint-Empire romain germanique,,.
Au XVIIIe siècle, suivant la tradition héritée de la Renaissance, les Bourbons espagnols, comme Philippe V, concevaient l'empire espagnol comme l'égal de l'empire romain, en imitant le pouvoir politique, les institutions et les symboles.
Le nationalisme espagnol prétend qu'il existe une légitimité idéologico-dynastique (les titres d'empereur de Constantinople et de roi de Jérusalem associés à la couronne espagnole, ainsi par le passé que celui d'empereur du Saint-Empire romain germanique), géostratégique (possession des royaumes de Naples et de Sicile, conquêtes de places nord-africaines telles que Melilla, Ceuta, Mazalquivir, Oran, Bugia et Peñón d'Alger) et culturelle (langue et culture latines) à revendiquer pour l'Espagne l'héritage de l'Empire romain. De nombreuses villes et institutions du royaume d'Espagne utilisent encore aujourd'hui l'aigle romaine à deux têtes comme symbole (c'est le cas par exemple de la ville de Tolède, de la province de Tolède ou de la province de Zamora). L'éditorial du manuel d'histoire d'Edebé (nationaliste conservateur) établit une continuité entre les Ibères, Rome, les Wisigoths et les royaumes chrétiens péninsulaires comme héritiers directs de la tradition impériale romaine. Cette affirmation est également renforcée par l'histoire de la colonisation espagnole de l'Amérique, qui, selon de nombreux hispanistes, est la preuve définitive que l'Espagne est l'héritière la plus légitime de l'héritage impérial de Rome, ayant « civilisé » le Nouveau Monde tout comme Rome avait civilisé l'Ancien. Certains prétendent même que l'Espagne a surpassé Rome, car elle a également su unifier les divers peuples pendant des siècles et maintenir leur unité culturelle malgré l'effondrement impérial,,. Aujourd'hui encore, il existe des opinions selon lesquelles Philippe VI d'Espagne devrait être considéré comme l'héritier le plus proche de Rome,.

### LeRisorgimentoet l'Italie fasciste

Le symbole romain du faisceau de licteur a été repris par l'Italie fasciste.

Le visionnaire nationaliste italien Giuseppe Mazzini a promu la notion de « Troisième Rome » pendant le Risorgimento. Abordant l'unification italienne et l'établissement de Rome comme capitale, il déclare : « Après la Rome des empereurs, après la Rome des papes, viendra la Rome du peuple ». D'aucuns qualifient le nouveau royaume d'Italie de Troisième Rome. Après l'unification, Rome fut choisie comme capitale malgré son relatif retard de développement, car la ville évoquait le prestige de l'ancien Empire. Mazzini parle de la nécessité pour l'Italie d'avoir des aspirations impériales, à réaliser dans l'Empire italien. Il déclare que l'Italie devrait « envahir et coloniser les terres tunisiennes » car elles sont la « clé de la Méditerranée centrale », et il considère que l'Italie a le droit de dominer la mer Méditerranée comme l'avait fait la Rome antique.
Dans ses discours, Benito Mussolini fait écho à la rhétorique du Risorgimento et qualifie son régime de « Troisième Rome » ou de Nouvel Empire romain. Terza Roma (« Troisième Rome ») était également le nom du projet mussolinien visant à étendre Rome vers Ostie et la mer.

### Réinterprétations non romaines

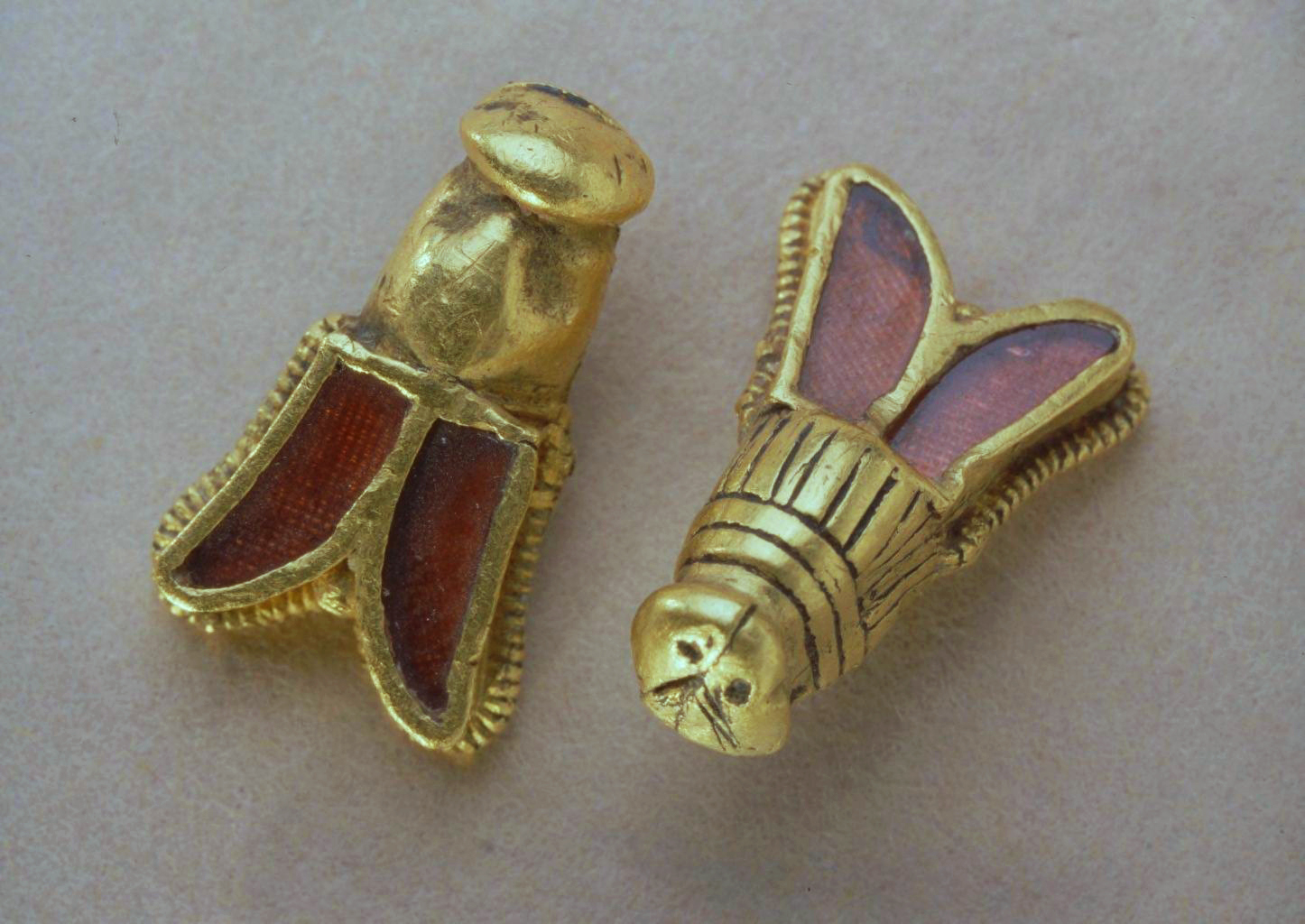
Abeilles mérovingiennes en cloisonné d'or et de grenat du tombeau de Childéric Ier, source d'inspiration des abeilles napoléoniennes.

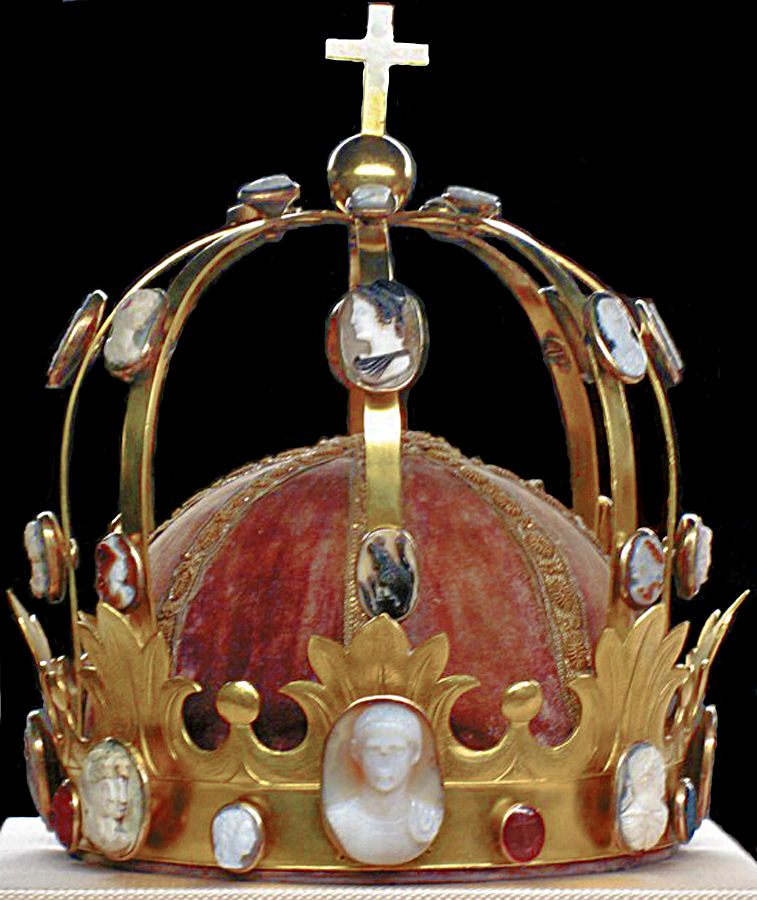
La « couronne de Charlemagne » de Napoléon

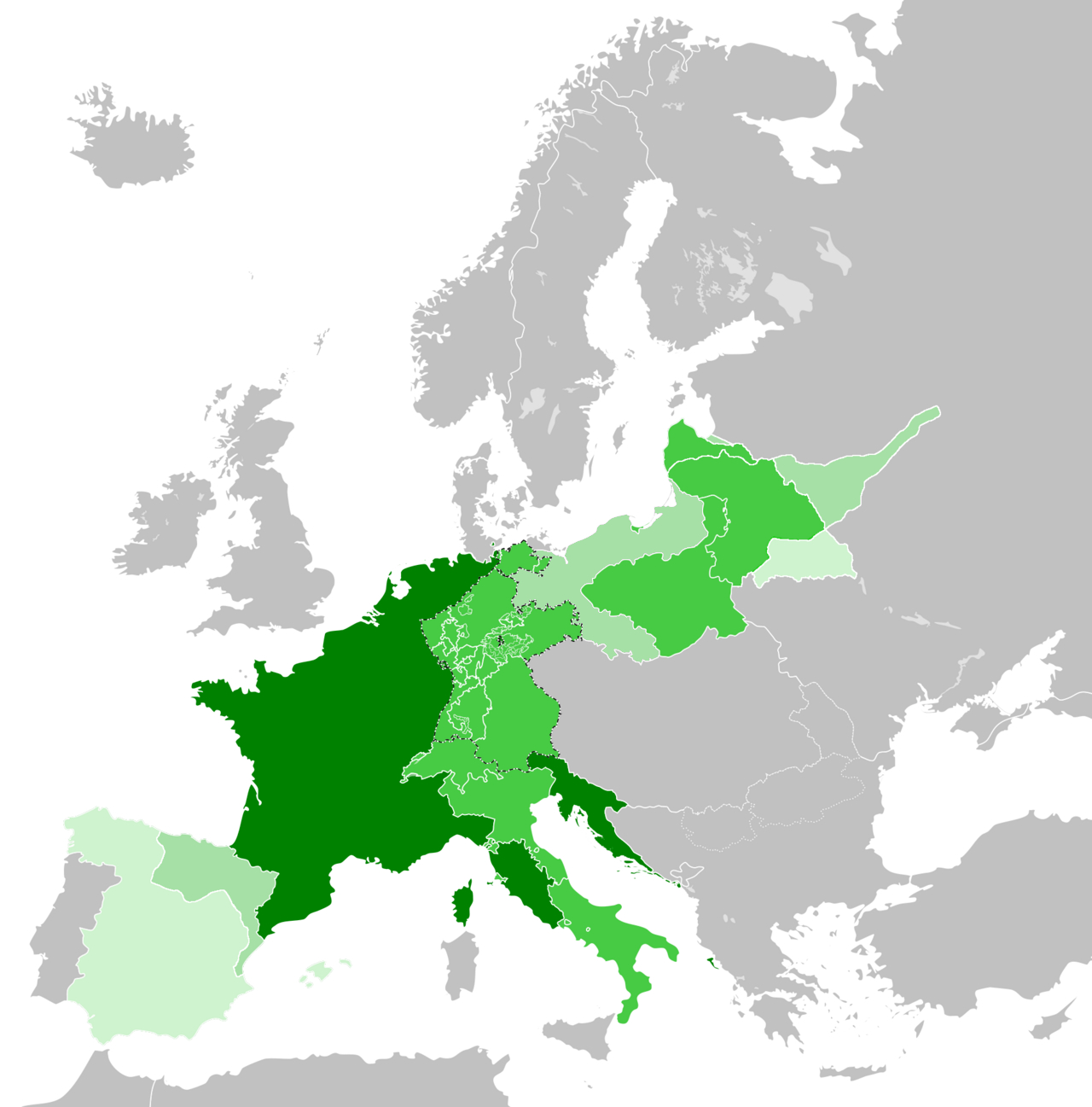
L'empire napoléonien à son apogée en 1812.

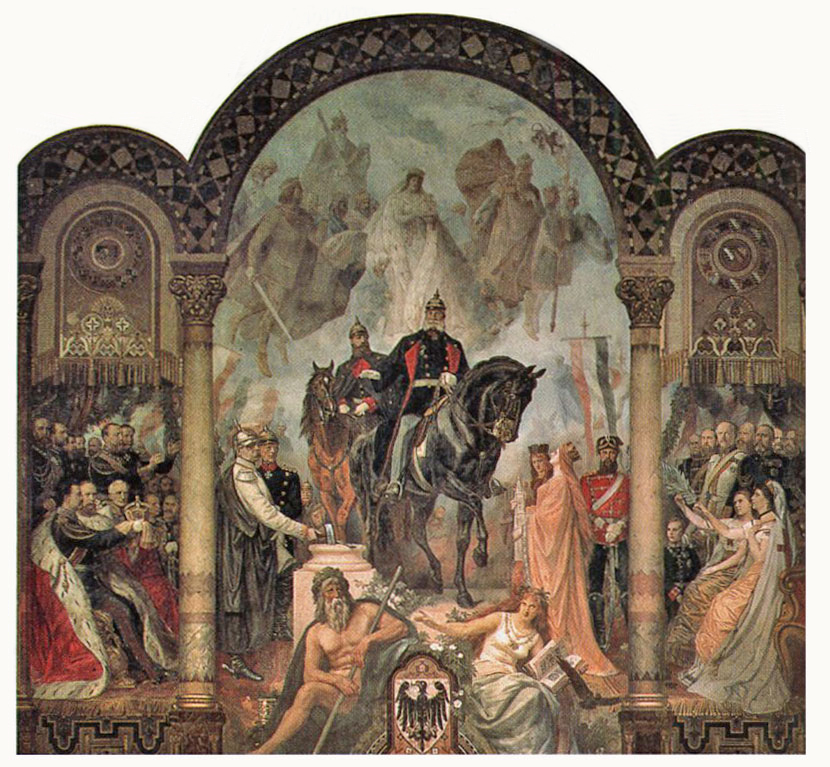
LApothéose de l'Empire (Hermann Wislicenus, vers 1880) dans la Kaisersaal du palais impérial de Goslar. Y figurent Frédéric Barberousse ainsi que d'autres empereurs du Saint-Empire romain germanique observant Guillaume Ier et son fils Frédéric depuis le ciel ; sur les côtés se trouvent, à gauche, Bismarck tenant un marteau et le Generalfeldmarschall von Moltke ; et à droite, les personnifications de l'Alsace et de la Lorraine tout juste conquises.

Plusieurs régimes politiques du XIXe siècleet du début du XXe sièclese sont définis en référence aux continuateurs de l'Empire romain, mais pas à l'Empire romain lui-même ; ce dans une posture nationaliste anachronique, sous-estimant à quel point les régimes dont ils prétendaient tirer leur légitimité se voyaient comme purement « romains », et non comme des manifestations de leur ethnicité majoritaire.
- Napoléon Ier revendiquait l'héritage des empires francs — celui des Mérovingiens, dont il oubliait commodément le fait qu'ils reconnaissaient la suzeraineté de Constantinople, et celui des Carolingiens, dont l'héritage était facile à s'approprier puisqu'il avait conquis le cœur des terres carolingiennes dans ce qui est aujourd'hui la Belgique et l'Allemagne occidentale. Ainsi, dès son couronnement impérial comme empereur des Français le 2 décembre 1804, il utilisa à la fois la symbolique des abeilles de la sépulture de Childéric Ier (qui avait été exhumée en 1653 à Tournai), et une couronne de couronnement à l'aspect carolingien, qu'il surnomma la « couronne de Charlemagne ». Même après sa première défaite, Napoléon puise à nouveau dans l'inspiration franque et ré-emprunte les abeilles de Childéric pour composer le drapeau de l'île d'Elbe.
- L'empire d'Autriche, et après lui la République autrichienne, ont emprunté à l'imagerie et au symbolisme du Saint-Empire romain germanique après sa disparition en 1806. Aujourd’hui encore, l’aigle impériale est un symbole du gouvernement autrichien, tout comme il l'est d'ailleurs du gouvernement allemand.
- En Grèce, la « Grande Idée » s'est développée peu après la guerre d'indépendance et avait pour but la recréation de l'Empire byzantin, perçu comme un régime politique ethniquement grec et ayant sa capitale à Constantinople. L’idée est apparue pour la première fois lors des débats entre le Premier ministre Ioannis Kolettis et le roi Othon Ier autour de la promulgation de la constitution de 1844[70]. Cette aspiration nationaliste a guidé la politique étrangère grecque de l'époque, ainsi que, dans une large mesure, la politique intérieure du pays ; ce, durant tout le XIXe siècleet jusqu'au début du XXe siècle. L'expression était nouvelle en 1844 mais le concept avait ses racines dans la psyché populaire grecque – la « Grèce des deux continents et des cinq mers » (Europe et Asie, mers Ionienne, Égée, Marmara, Noire et Libyenne, respectivement)[70]. Les efforts visant à concrétiser cette idée après la défaite de l'Empire ottoman à la suite de la Première Guerre mondiale se sont soldés par le désastre de la guerre gréco-turque (1919-1922).
- Les liens entre l'Empire allemand, fondé en 1871, et l'héritage du Saint-Empire romain germanique, sont mis en évidence par la propagande impériale ; ainsi par exemple la restauration créative du palais impérial de Goslar dans les années 1870[71],[72]. L'Allemagne nazie fut par la suite appelée le Troisième Reich (Drittes Reich) par certaines personnalités nazies, appuyant ainsi à la fois sur la succession au Saint-Empire romain germanique et à l'Empire allemand. Cependant, en 1939, une circulaire non destinée à la publication interdit l'usage de l'expression « Troisième Reich » pour désigner le nouveau régime[73].
- En Bulgarie, l'adoption du titre de tsar en 1908 par Ferdinand Ier était avant tout une référence aux premier et deuxième empires bulgares:297 ; contrairement au titre de tsar russe, ce mot a été traduit dans les langues occidentales par « roi » plutôt que par « empereur ».

## Supranationalisme et idée impériale romaine
Au XXe siècle, plusieurs penseurs politiques et hommes politiques ont associé la gouvernance à plusieurs niveaux et le multilinguisme de l'Empire romain dans ses diverses incarnations successives aux concepts juridiques modernes du fédéralisme et du supranationalisme.

### La Société des Nations
L'historien français Louis Eisenmann décrit la toute nouvelle Société des Nations, dans un article de 1926 intitulé L'idée impériale dans l'histoire de l'Europe, comme l'expression moderne d'une « idée impériale » qui avait été dégradée par la dérive nationaliste des empires allemand, austro-hongrois et russe. Il soutient la thèse selon laquelle la disparition définitive de ces trois empires et la création de la SDN représentent un renouveau de l'idée impériale de la Pax Romana.

### L'Union européenne
Les références à l'Empire romain accompagnent l'Union européenne depuis sa naissance avec le plan Schuman de 1950. Même si le principal créateur du projet, Jean Monnet, était un pragmatique clairvoyant, de nombreux autres protagonistes importants, notamment Konrad Adenauer et Robert Schuman, venaient des terres qui constituaient le cœur du Saint-Empire romain germanique et considéraient son héritage de manière positive. Dans un enregistrement conservé à la Fondation Jean Monnet pour l'Europe, le diplomate américain John J. McCloy, témoin clé et promoteur des premiers pas de l'intégration européenne, soulignait lors de la discussion du plan Schuman qu'« Adenauer était une sorte de d'empereur du Saint-Empire romain germanique (...) [et] croyait sincèrement à l'idée d'une unité de l'Europe occidentale (...) Il considérait le Saint-Empire romain germanique comme l'un des grands moments de l'histoire. »
Quelques années plus tard, le traité instituant la Communauté économique européenne est signé le 25 mars 1957 au Palazzo dei Conservatori du Capitole, à Rome, lieu chargé de symbolisme lié à l'Empire romain.
Le latin, l'ancienne langue de l'Empire romain, est utilisé par plusieurs institutions européennes dans leurs logos et noms de domaine, à la fois comme lingua franca et pour éviter d'avoir à lister leurs noms dans toutes les langues officielles de l'UE. Par exemple, la Cour de justice de l'Union européenne utilise le nom Curia dans son logo et son site Web ; la Cour des comptes européenne utilise le nom Curia Rationum ; le Conseil de l'Union européenne utilise le nom Consilium. En 2006, pendant les six mois de présidence finlandaise du Conseil de l'Union européenne, un site Web en langue latine a été créé pour rendre compte de l'évolution de ses politiques.
Les sièges institutionnels de l’Union européenne sont tous situés dans des lieux associés à l’histoire du Saint-Empire romain germanique. Bruxelles était considérée par Charles Quint comme « le centre de son empire ». Strasbourg fut l'une des principales villes libres de l'empire, tout comme Francfort, dont la cathédrale impériale (Kaiserdom) fut également le lieu de couronnement des empereurs à partir de 1562. Luxembourg fut le lieu d'origine de la dynastie du même nom qui donna plusieurs empereurs entre le XIVe et XVe siècles. La reconnaissance la plus importante pour des mérites particuliers en faveur de l'Union européenne est connue sous le nom de prix Charlemagne.

#### Comparaisons négatives
Comparer l’Union européenne avec le Saint-Empire romain germanique, que ce soit de façon négative ou positive, est un trope courant des commentaires politiques. L'Union européenne a été considérée comme la réincarnation d'un empire romain étranger et autoritaire dans certains pays européens, en particulier au Royaume-Uni. Le retrait du Royaume-Uni de l'Union en 2020 a été diversement comparé à la rébellion de Boadicée ou à la fin de la domination romaine en Grande-Bretagne. Les cercles fondamentalistes chrétiens, principalement aux États-Unis, s'imaginent que l'U.E., à l'instar d'autres organismes supranationaux tels que les Nations unies et la Banque mondiale, tentent de faire revivre l'Empire romain, signalant par-là même l'approche de la fin des temps, de l'Enlèvement ou de la Seconde Venue du Christ. Parfois, l’Union européenne est présentée comme un « Quatrième Reich », soulignant encore davantage sa nature démoniaque. Cette critique trouve un large écho parmi les évangélistes américains, depuis plusieurs décennies.

## Voir également
- César (titre) – Titre impérial dans l'Empire romain ;
- Auguste (titre) – Titre romain antique ;
- Basileus – Titre grec signifiant approximativement « monarque » ;
- Roi des Romains – Titre utilisé par les monarques allemands médiévaux et modernes ;
- Problème des deux empereurs ;
- Imperium – Type d'autorité dans la Rome antique ;
- Empereur romain – Souverain de l'Empire romain pendant la période impériale ;
- Renovatio imperii – Intention de restaurer l'Empire romain ;
- Translatio imperii – Succession linéaire des transferts de pouvoir ;
- Byzance après Byzance – Livre de 1935 de Nicolae Iorga ;
- Héritage de l'Empire romain (en) ;
- Nova Roma – Organisation romaine revivaliste et reconstructionniste ;
- Pan-latinisme – Idéologie promouvant l'unification des peuples romans ;
- Union pour la Méditerranée – Organisation intergouvernementale ;
- Empire latin (notion) ;
- Succession à l'Empire byzantin – Revendications sur l'héritage et l'héritage byzantins ;
- Dernier empereur romain – Personnage légendaire qui apparaîtrait sur terre pour rétablir le Saint-Empire romain et retarder la venue de l'Antéchrist, mentionné pour la première fois au VIIe siècledans l'Apocalypse du pseudo-Méthode.